# Musikjahr 1939
Liste der Musikjahre

◄◄ | ◄ | 1935 | 1936 | 1937 | 1938 | Musikjahr 1939 | 1940 | 1941 | 1942 | 1943 | ► | ►►

Weitere Ereignisse · Country-Musik
Dieser Artikel behandelt das Musikjahr 1939.

## Ereignisse

### Nationalsozialismus und Zweiter Weltkrieg
- 20. März: Die deutsche Reichsmusikkammer gibt bekannt, dass unerwünschte Musikwerke, deren Verlegung und Aufführung verboten ist, künftig in einer Liste geführt werden (Siehe auch In der Zeit des Nationalsozialismus verfolgte Komponisten). Die Erste Liste unerwünschter musikalischer Werke wird aber erst mit Kriegsbeginn veröffentlicht.

### Jazz, Swing und Blues

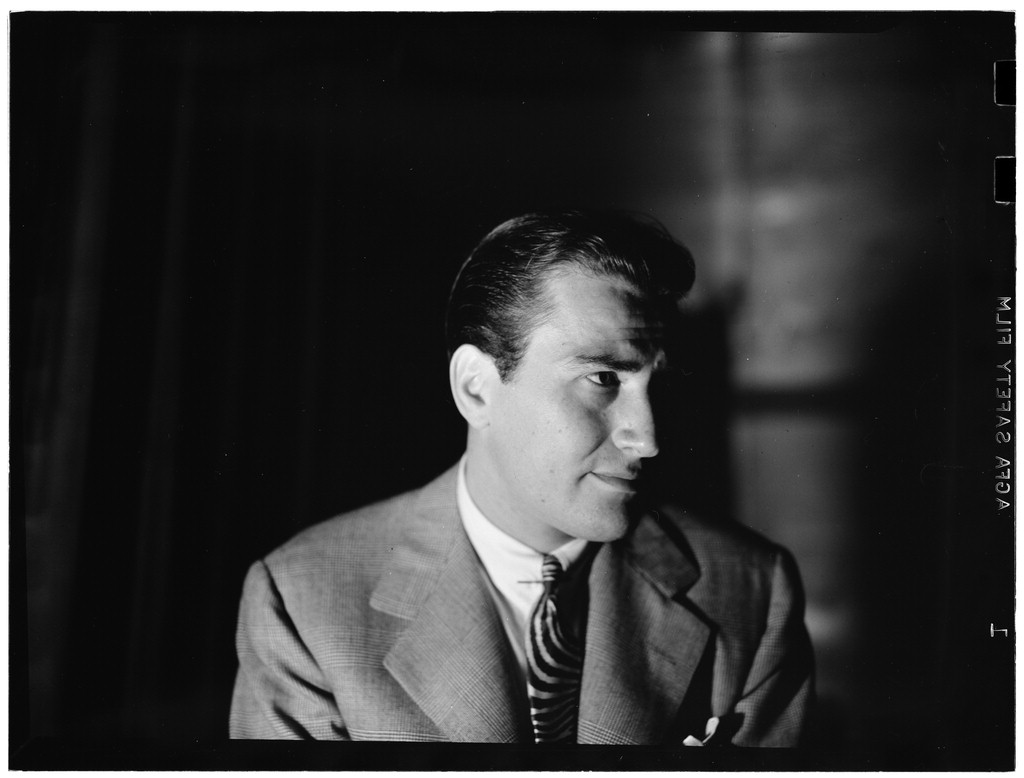
Artie Shaw, um 1947.
Fotografie von William P. Gottlieb

- 01. Januar: In der ersten Woche des Jahres nimmt Artie Shaw die Spitzenposition in den US-Charts mit They Say ein. Den für Bluebird Records eingespielten Song singt seine Bandvokalistin Helen Forrest.
- 06. Januar: Albert Ammons und Meade Lux Lewis spielen in New York die erste Platte von Blue Note Records ein.
- 07. Januar: Auch in der nächsten Woche erringt Artie Shaw & His Orchestra Platz 1 der US-Charts, diesmal mit Thanks for Everything, komponiert von Mack Gordon und Harry Revel für das gleichnamige Musical.
- 14. Januar: In dieser Woche sind das Casa Loma Orchestra mit I Cried for You, Erskine Hawkins mit Do You Wanna Jump, Chillun?, Don Redman mit Margie und Fats Waller mit You Look Good to Me in den Charts erfolgreich.
- 21. Januar: Buck Dance Rhythm (#12) ist der letzte der fünf Hit-Notierungen des Duos Slim & Slam.
- 04. Februar: Der vierte, erfolgreichste, aber auch letzte Nummer-1-Hit des Orchesters von Larry Clinton ist seine Aufnahme des Songs Deep Purple (Mitchell Parish) für Victor Records; im selben Jahr wird er auch von Jimmy Dorsey, Artie Shaw, Guy Lombardo und Bing Crosby in die US-Charts gebracht. Trummy Young singt ’T’ain’t What ou Do (It’s the Way That You Do It), mit dem das Jimmy Lunceford Orchestra auf #11 der Hitparade kommt.
- 25. Februar: Ein Album mit fünf 78ern von Artie Shaw schafft es in die Top 20; es gilt als das erste direkt produzierte Konzeptalbum der Popgeschichte mit ausgewählten Melodien aus populären Musicals und Operetten, darunter Gershwins The Man I Love.
- 11. März: Mit Heaven Can Wait von Eddie DeLange und Jimmy Van Heusen schafft es das Casa Loma Orchestra auf #1 der US-Charts, in denen in dieser Woche auch Tommy Dorsey erfolgreich vertreten ist
- 18. März: Mit Undecided kommt Chick Webb in die Charts; den Titel schrieb Charlie Shavers für das Sextett von John Kirby, der damit in derselben Woche #19 erreicht.
- 01. April: When the Saints Go Marching In erreicht in der Version von Louis Armstrong für Decca seine erste Hit-Notierung (#10).
- 08. April: Die US-Charts führt das Tommy Dorsey Orchestra mit Our Love an, das Larry Clinton nach der Ouvertüre aus Romeo und Julia von Tschaikowski schrieb.
- 22. April: Mit And the Angels Sing hat Benny Goodman seinen zehnten Nummer-1-Hit in den USA; der Song von Ziggy Elman (mit dem Text von Johnny Mercer) heißt zunächst Frahlich in Swing und geht auf das Lied Shtiler Bulgar zurück.
- 13. Mai: Woodchopper’s Ball von Woody Herman and His Orchestra schafft es auf #9 der Hitparade; das Stück war anfangs ein Head Arrangement, das während eines Engagements im Brooklyner Roseland Ballroom improvisiert wurde. Glenn Miller schafft es in dieser Woche mit The Lady’s in Love with You auf #2 der US-Charts; Frank Loesser und Burton Lane schrieben die Nummer für das Filmmusical Some Like It Hot (1939).
- 03. Juni: In der Version von Jack Teagarden wird The Sheik of Araby zum Jazzstandard.

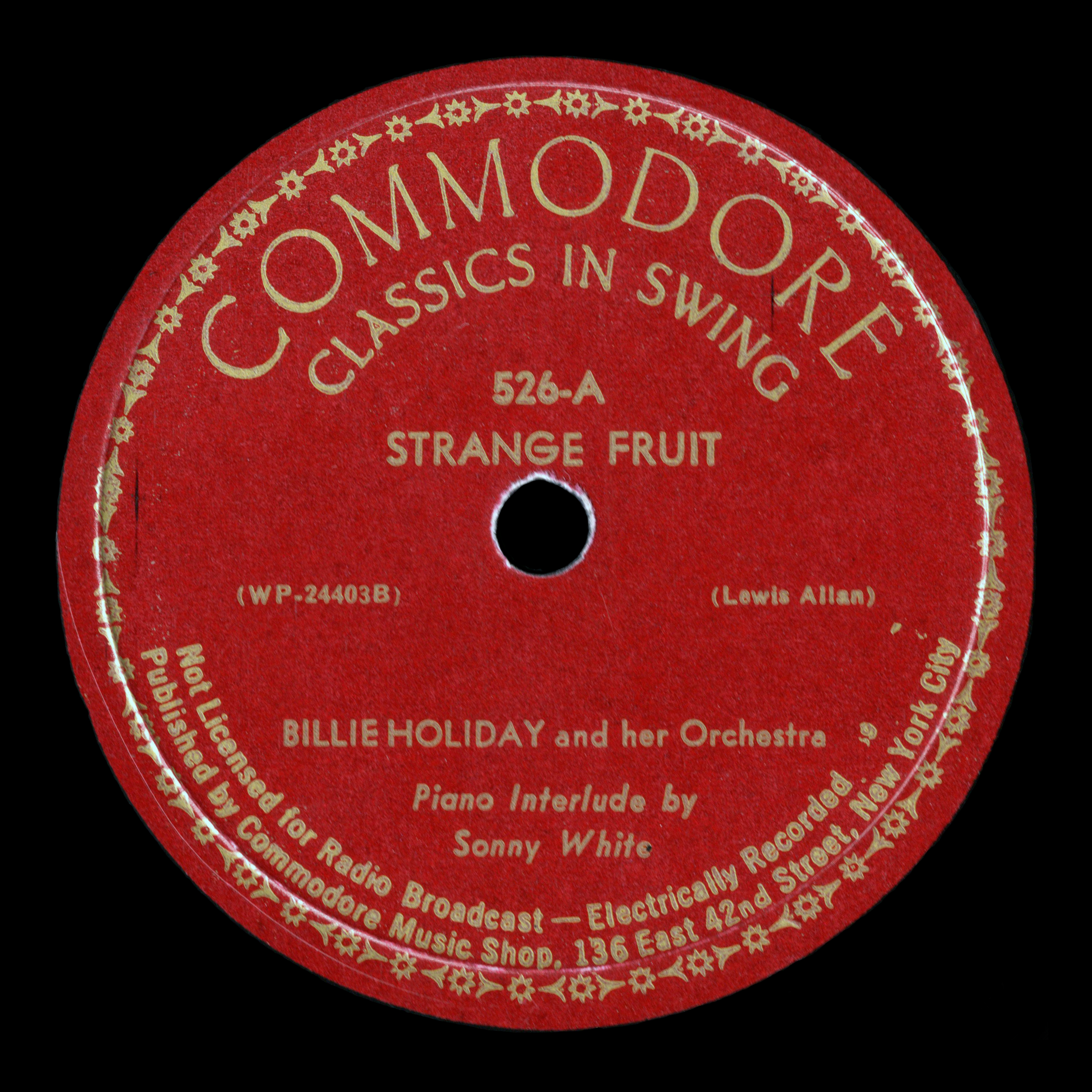
Billie Holiday – Strange Fruit (1939)

- 17. Juni: Louis Armstrong kommt mit seiner Neueinspielung des West End Blues in die Hitparade (#13), in der in dieser Woche auch Woody Herman mit Blue Evening und Glenn Miller mit Stairway to the Stars und Little Brown Jug vertreten sind.
- 01. Juli: Nach dem 2. Satz aus Tschaikowskys 5. Sinfonie (1988) entsteht Glenn Millers Nummer-1-Hit Moon Love.
- 15. Juli: Während die Orchester von Glenn Miller, Larry Clinton, Jimmy und Tommy Dorsey die Charts beherrschen, schafft es Billie Holidays Rassismus-Anklage Strange Fruit auf #16 der US-Hitparade.
- 29. Juli: Mit (Hep-Hep!) The Jumpin’ Jive (Jim-Jam-Jump) schafft es Cab Calloway auf Position 2 der Charts, den auch The Andrews Sisters, Van Alexander, Jimmy Dorsey und Nat Gonella aufnehmen. Glenn Millers Moonlight Serenade erreicht #3 und wurde mit unzähligen Radioübertragungen Millers Erkennungsmelodie.
- 12. August: Der Pianist Art Tatum schafft es mit seiner Version des Klassikers Tea for Two für eine Woche in die Top 20.
- 19. August: Die Nummer 1 ist in dieser Woche Over the Rainbow, populär aus dem MGM-Film Der Zauberer von Oz (1939) mit Judy Garland.
- 02. September: Bob Crosby führt mit Johnny Mercers Day In, Day Out mit Hitparade an; Bandsängerin ist Helen Ward. Crosbys Version des späteren Standards What’s New? schafft es ebenfalls unter die Top Ten; der Song wurde zur Erkennungsmelodie seines Orchesters. Ella Fitzgerald hat nach dem Tode von Chick Webb dessen Band übernommen und mit I Want the Waiter with the Water einen ersten Hit unter eigenem Namen.
- 09. September: Das Glenn Miller Orchestra führt mit Hoagy Carmichaels Blue Orchids die Hitparade an; der Song bleibt zwölf Wochen unter den Top 30.
- 16. September: Charlie Barnet schafft es mit For Tonight auf #15 der US-Charts, Bob Crosby mit seiner version von Over the Rainbow immerhin für zwei Wochen auf #2.

Glenn Miller & His Orchestra – In The Mood

- 07. Oktober: Glenn Miller hat mit In the Mood einen seiner größten Hits; er steht zwölf Wochen auf Position 1 der US-Charts, in denen er 30 Wochen bleibt.
- 11. Oktober: Coleman Hawkins nimmt Body and Soul auf, was sein größter Triumph werden soll; im Kritikerpoll des Down Beat gewinnt der Tenorsaxophonist den ersten Platz vor Charlie Barnet, Eddie Miller und Chu Berry.[1]
- 14. Oktober: Charlie Barnet erreicht mit seiner Einspielung des Ray-Noble-Songs Cherokee #15 der Hitparade.
- 18. November: Seinen ersten und einzigen Hit hat Van Alexander mit Hot Dog Joe (#13); der Song hält sich drei Wochen in den Charts.
- 09. Dezember: Mit Make with the Kisses hat Les Brown seinen ersten Charterfolg (#18), bevor er 1941 mit Lament to Love abermals in die Hitparade kommt. Die Nummer 1 nimmt in dieser Woche Tommy Dorseys Orchester mit Al Dubins Indian Summer ein.
- 16. Dezember: Tommy Dorsey schafft es mit All the Things You Are auf Nummer 1 der US-Hitparaden, in der in dieser Woche auch Glenn Miller, Bob Crosby und Erskine Hawkins (Tuxedo Junction) vertreten sind.
- 22. Dezember: Gertrude „Ma“ Rainey (See See Rider), eine der ersten professionellen Blues-Sängerinnen, stirbt.
- 30. Dezember: Your Feet’s Too Big gehört zu den zahlreichen ungalanten Songs von Fats Waller; er erreicht Platz 15 der Hitparade, wo er sich eine Woche hält.[2]
- Harry James formiert seine eigene Band, mit Frank Sinatra als Vokalist.
- Jo Stafford und The Pied Pipers werden Mitglieder im Tommy Dorsey Orchestra.
- Frederic Ramsey und Charles Edward Smith geben mit Jazzmen eines der ersten Bücher über Jazzmusik heraus.

### Klassische Musik und Musiktheater
- 04. Februar: In Stuttgart findet die Uraufführung der Operette Die ungarische Hochzeit von Nico Dostal auf das Libretto von Hermann Hermecke statt.
- 05. Februar: Die Oper Der Mond von Carl Orff nach dem gleichnamigen Märchen der Brüder Grimm wird unter der Leitung von Clemens Krauss am Nationaltheater München uraufgeführt.
- 14. Februar: Die Oper Marionetter (Marionetten) von Hilding Rosenberg hat ihre Uraufführung an der Königlichen Oper in Stockholm.
- 20. März: Die Reichsmusikkammer gibt bekannt, dass unerwünschte Musikwerke, deren Verlegung und Aufführung verboten ist, künftig in einer Liste geführt werden (Siehe auch In der Zeit des Nationalsozialismus verfolgte Komponisten). Die Erste Liste unerwünschter musikalischer Werke wird aber erst mit Kriegsbeginn veröffentlicht.
- 23. März: Béla Bartóks Violin Concerto No. 2 hat mit Zoltán Székely und dem Concertgebouw Orchestra unter Leitung von Willem Mengelberg seine Uraufführung.
- 01. April: Die Uraufführung der musikalischen Komödie Der schwarze Hecht von Paul Burkhard erfolgt am Schauspielhaus Zürich. Es zählt heute zu den beliebtesten musikalischen Mundartstücken in der Schweiz.
- 05. April: Die Komposition Ballad of Heroes für Tenor (alternativ Sopran), gemischten Chor und Orchester von Benjamin Britten wird in der Queen’s Hall in London unter der Leitung von Constant Lambert uraufgeführt im Rahmen des Musikfestivals Music for the people.

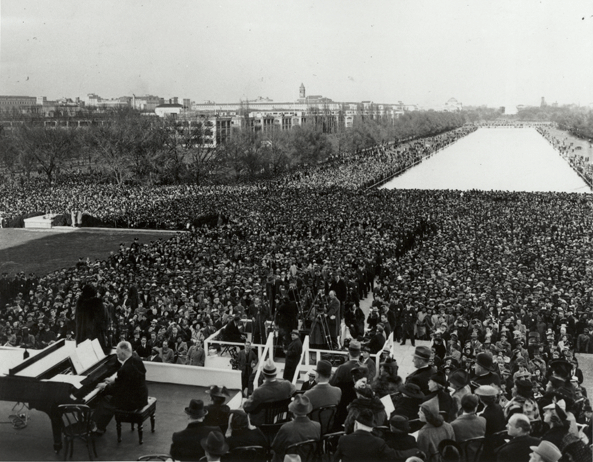
Marian Anderson bei ihrem Konzert am Lincoln Memorial

- 09. April: Die Sängerin Marian Anderson gibt, nachdem die konservative Frauenvereinigung Daughters of the American Revolution verhindert hat, dass sie als Afroamerikanerin in der Constitution Hall auftritt, vor rund 75.000 Menschen ein Konzert vor dem Lincoln Memorial.

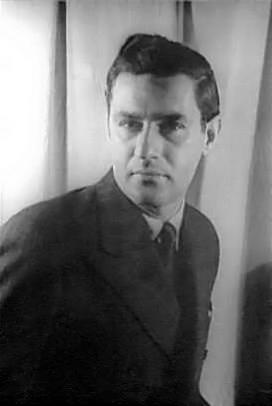
Gian Carlo Menotti

- 22. April: Die Funkoper The Old Maid and the Thief von Gian Carlo Menotti wird in der NBC erstmals ausgestrahlt.
- 17. Mai: Sergei Prokofiews Kantate Alexander Nevsky (op. 78) hat in Moskau ihr Debüt. Es ist eine Adaptation des Films Alexander Nevsky.
- 10. Juni: In New York hat Arthur Bliss’ Piano Concerto mit dem Pianisten Solomon Premiere; ferner Arnold Bax’ 7th Symphony und Ralph Vaughan Williams’ Five Variants of Dives and Lazarus mit den New Yorker Philharmonikern unter Sir Adrian Boult.
- 21. Juni: Francis Poulencs Konzert für Orgel, Streicher und Pauke hat in Paris Premiere.
- 27. August: Die Komposition für Klavier, Streichquartett und Streichorchester Young Apollo op. 16 von Benjamin Britten wird in der Sendung „Melodic Strings“ von CBC Radio mit Britten als Solist und Alexander Chuhaldin als Dirigent uraufgeführt.
- 07. Oktober: Die Uraufführung der Oper Die Kathrin von Erich Wolfgang Korngold nach einem Libretto von Ernst Décsey erfolgt unter der Leitung von Fritz Busch an der Königlichen Oper in Stockholm.
- 11. November: Bruno Walter verlässt Nazideutschland.
- 21. November: Die 6. Sinfonie von Dmitri Schostakowitsch wird in Leningrad durch die Sankt Petersburger Philharmoniker unter Jewgeni Mrawinski uraufgeführt.
- 23. November: Zoltán Kodálys Orchestervariationen Der Pfau flog haben ihre Uraufführung in Amsterdam.
- 31. Dezember: Die Wiener Philharmoniker geben – unter der Leitung von Clemens Krauss – ihr erstes Neujahrskonzert.
- 00. Dezember: Ali Akbar Khan begleitet Ravi Shankar auf der Sarod auf dessen erstem Auftritt auf der jährlichen Musikkonferenz in Allahabad.
- Florence Price – Violinkonzert Nr. 1

### Film
- Heimatland – deutsche Filmkomödie von Ernst Martin

## Neuveröffentlichungen (Auswahl)

### Lieder und Kompositionen
| Lied                                          | Text          | Musik         | Erstinterpret                                     | Label | Veröffentlichung | Genre     | Weitere Informationen                              |
| --------------------------------------------- | ------------- | ------------- | ------------------------------------------------- | ----- | ---------------- | --------- | -------------------------------------------------- |
| All or Nothing at All                         | Jack Lawrence | Arthur Altman | Frank Sinatra                                     |       | 1939             | Pop, Jazz |                                                    |
| Big Leg Woman Gets My Pay                     |               |               | Blind Boy Fuller                                  |       | 1939             | Blues     |                                                    |
| Das kann doch einen Seemann nicht erschüttern | Bruno Balz    | Michael Jary  | Heinz Rühmann, Josef Sieber und Hans Brausewetter |       | 30. Juni 1939    | Filmsong  | Lied aus der Filmkomödie Paradies der Junggesellen |
| De Kalb Blues                                 |               |               | Lead Belly                                        |       | 1939             | Blues     |                                                    |
| Po’ Gal                                       |               |               | Zora Neale Hurston                                |       | 1939             | Blues     |                                                    |
| The Bourgeois Blues                           |               |               | Lead Belly                                        |       | 1939             | Blues     |                                                    |
| The Gallis Pole                               |               |               | Lead Belly                                        |       | 1939             | Blues     |                                                    |
| Thinking My Blues Away                        |               |               | Sonny Boy Williamson I.                           |       | 1939             | Blues     |                                                    |
| You Are My Sunshine                           |               |               | Pine Ridge Boys                                   | Decca | 1939             | Country   |                                                    |

## Geboren

### Januar
- 02. Januar: Franz Hummel, deutscher Komponist und Pianist († 2022)
- 02. Januar: Little Smokey Smothers, US-amerikanischer Bluesmusiker († 2010)

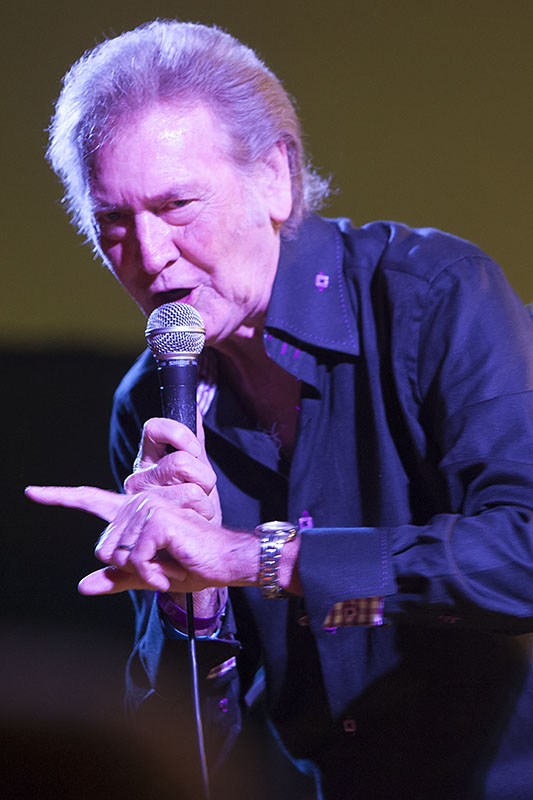
Gene Summers; * 3. Januar

- 03. Januar: Gene Summers, US-amerikanischer Rockabilly-Musiker († 2021)
- 04. Januar: Jon Appleton, US-amerikanischer Komponist († 2022)
- 07. Januar: Al Hamme, US-amerikanischer Jazzmusiker
- 09. Januar: Jimmy Boyd, US-amerikanischer Kinderdarsteller und Musiker († 2009)
- 09. Januar: Henry Ely, dominikanischer Operntenor († 2021)
- 10. Januar: Scott McKenzie, US-amerikanischer Sänger, Songwriter und Gitarrist († 2012)
- 11. Januar: Gerhard Lagrange, österreichischer Komponist und Dirigent
- 12. Januar: William Lee Golden, US-amerikanischer Country-Sänger
- 12. Januar: Thomas Müller, deutscher Dirigent, Komponist und Pianist
- 16. Januar: Siegfried Uhlenbrock, deutscher Schlagersänger und Komponist († 2013)
- 19. Januar: Phil Everly, US-amerikanischer Sänger († 2014)
- 20. Januar: Kateřina Zlatníková, deutsche Musikerin († 2013)
- 24. Januar: Ildefonso Acosta, kubanischer Gitarrist, Musikpädagoge und Komponist
- 24. Januar: Rudolf Josel, österreichischer Ventilposaunist
- 27. Januar: Kurt Guntner, deutscher Violinist und Musikpädagoge († 2015)
- 29. Januar: Jeanne Lee, US-amerikanische Jazzsängerin († 2000)

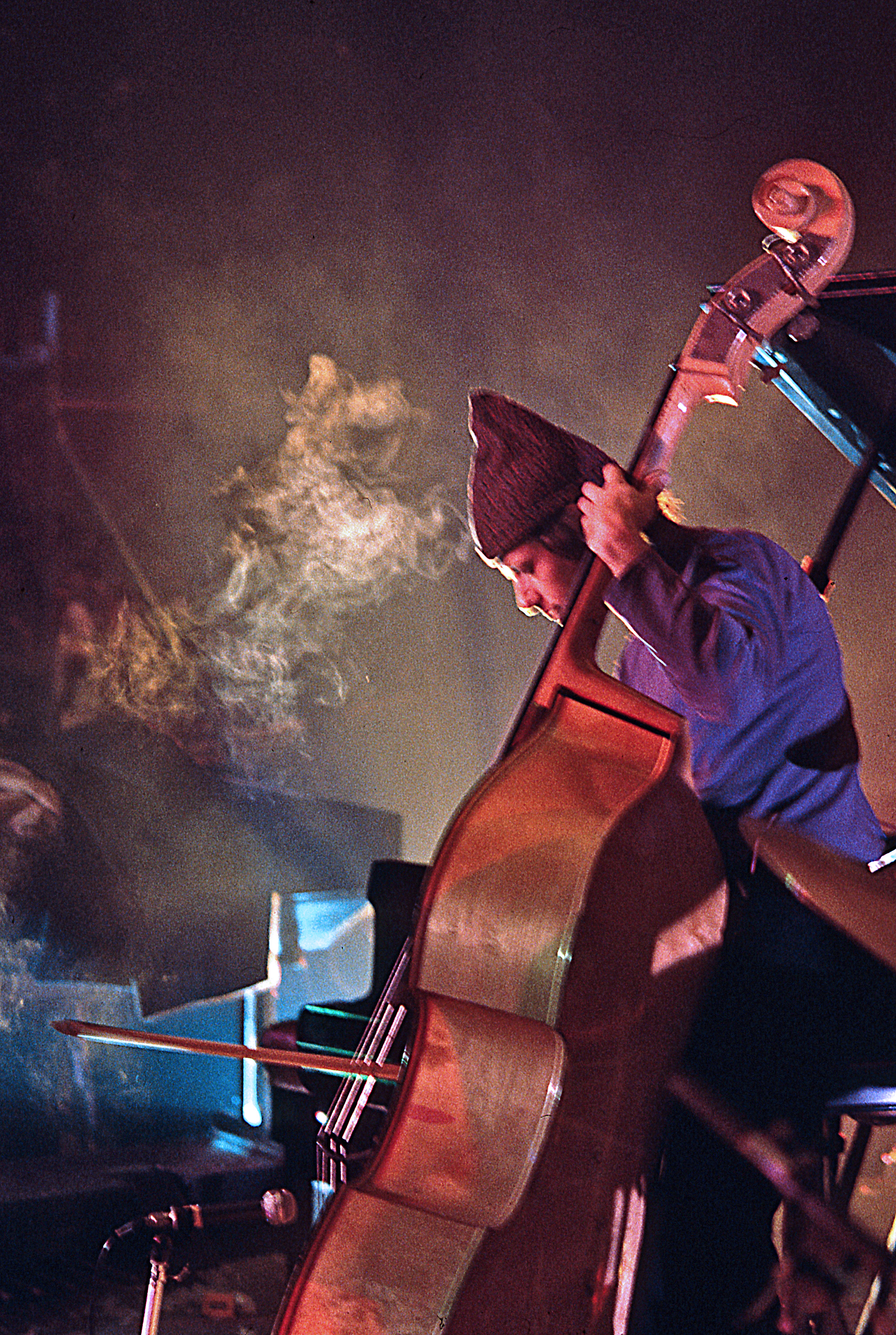
Alan Silva; * 29. Januar

- 29. Januar: Alan Silva, US-amerikanischer Jazzbassist
- 31. Januar: Helmut Allgäuer, österreichischer Orgelbauer († 2012)
- 31. Januar: Claude Gauthier, kanadischer Singer-Songwriter und Schauspieler

### Februar
- 01. Februar: Dario Campeotto, dänischer Sänger, Schauspieler und Entertainer († 2023)
- 01. Februar: Claude François, französischer Musiker, Komponist, Chansonnier und Musikproduzent († 1978)
- 01. Februar: Joe Sample, US-amerikanischer Musiker und Produzent († 2014)
- 02. Februar: Harald Neuwirth, österreichischer Jazzpianist und Komponist († 2023)
- 03. Februar: Johnny Bristol, US-amerikanischer Soul-Sänger, -Produzent und -Songschreiber († 2004)
- 03. Februar: Luise Mirsch, deutsche Musikproduzentin
- 04. Februar: Blaženka Milić, jugoslawische Opernsängerin († 2021)
- 05. Februar: Evžen Zámečník, tschechischer Komponist, Dirigent und Musiker († 2018)
- 07. Februar: Niels Jørgen Steen, dänischer Pianist und Musiker
- 09. Februar: Rick Abao, US-amerikanischer Jazzmusiker, Komponist und Entertainer († 2002)
- 09. Februar: Barry Mann, US-amerikanischer Produzent
- 10. Februar: Barbara Kolb, US-amerikanische Komponistin († 2024)
- 11. Februar: Gerry Goffin, US-amerikanischer Songwriter († 2014)
- 11. Februar: Liz Lands, US-amerikanische Soul-Sängerin († 2013)
- 11. Februar: Okay Temiz, türkischer Ethno-Jazz-Musiker, Bandleader und Komponist
- 12. Februar: Ray Manzarek, US-amerikanischer Keyboarder († 2013)
- 13. Februar: Raôul Duguay, kanadischer Singer-Songwriter und Komponist
- 15. Februar: Csaba Deseő, ungarischer Bratschist
- 16. Februar: Franz Biffiger, Schweizer Architekt, Jazzpianist und Politiker († 2023)
- 16. Februar: Czesław Niemen, polnischer Rockmusiker († 2004)
- 16. Februar: Georg Schmöhe, deutscher Dirigent († 2021)
- 18. Februar: Marek Janowski, deutscher Dirigent
- 18. Februar: Marlos Nobre, brasilianischer Komponist († 2024)
- 19. Februar: Wladimir Atlantow, russischer Opernsänger
- 19. Februar: Irina Loghin, rumänische Sängerin und Politikerin
- 20. Februar: Adele Haas, österreichische Opernsängerin und Gesangspädagogin
- 20. Februar: Jürgen Hunkemöller, deutscher Musikwissenschaftler und Hochschullehrer († 2021)
- 20. Februar: Leo Nilsson, schwedischer Komponist, Pianist, Organist und Kammermusiker
- 21. Februar: Hanno Haag, deutscher Komponist († 2005)
- 21. Februar: Ron Nagle, US-amerikanischer Künstler, Musiker (Sänger/Songwriter) und Plattenproduzent
- 21. Februar: Armin Rosin, deutscher Musikwissenschaftler, Dirigent und Musiker
- 23. Februar: Esteban Jordan, US-amerikanischer Musiker († 2010)
- 24. Februar: John Neumeier, US-amerikanischer Tänzer und Choreograph
- 24. Februar: Richard Oschanitzky, rumänischer Jazzmusiker und -komponist († 1979)
- 26. Februar: Trevor Watts, britischer Jazzmusiker
- 28. Februar: John Fahey, US-amerikanischer Fingerstyle-Gitarrist und -Komponist, Musikwissenschaftler und Plattenlabel-Gründer († 2001)

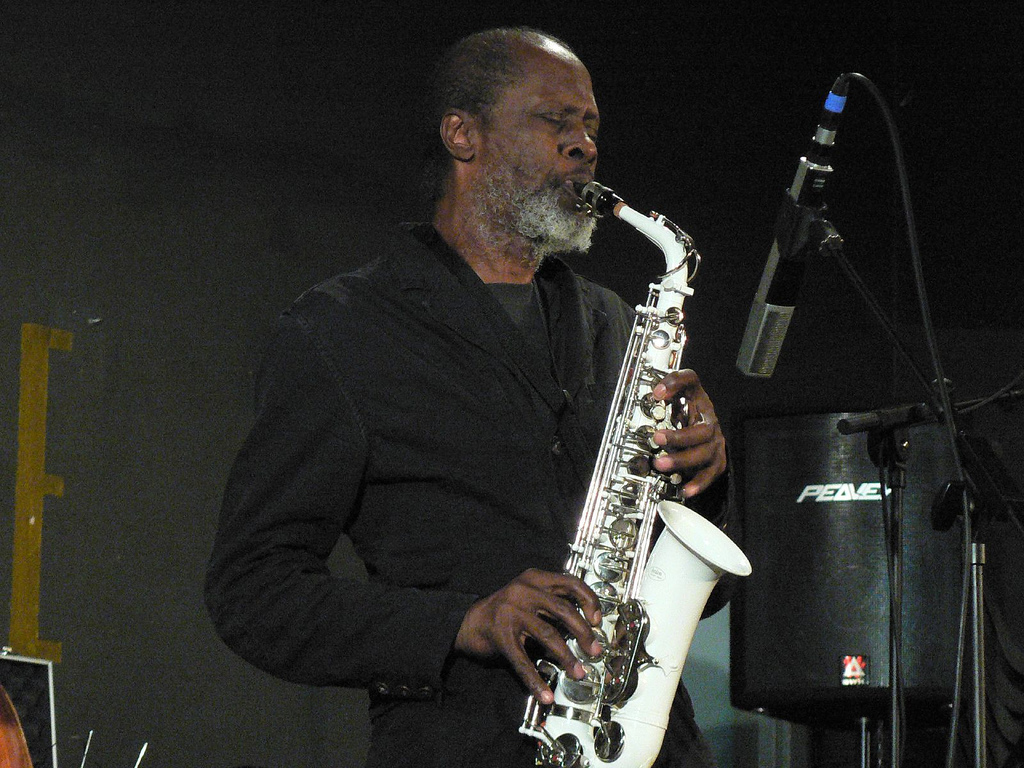
Charles Gayle; * 28. Februar

- 28. Februar: Charles Gayle, US-amerikanischer Jazzsaxophonist († 2023)

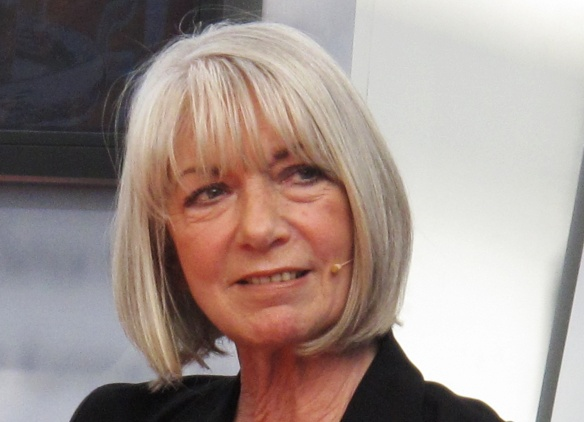
Erika Pluhar; * 28. Februar

- 28. Februar: Erika Pluhar, österreichische Schauspielerin, Sängerin und Schriftstellerin

### März

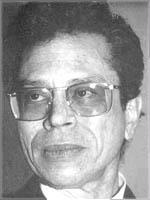
Leo Brouwer; * 1. März

- 01. März: Leo Brouwer, kubanischer Dirigent, Gitarrist, Percussionist, Komponist, Arrangeur und Musikpädagoge
- 01. März: Rotraud Hansmann, österreichische Opernsängerin (Sopran)
- 01. März: Little Joe Washington, US-amerikanischer Bluesgitarrist und Sänger († 2014)
- 02. März: Irina Petrowna Bogatschowa, russische Opernsängerin († 2019)
- 02. März: Marcelle Deschênes, kanadische Komponistin
- 04. März: Hans Jürgen Wenzel, deutscher Komponist († 2009)
- 08. März: Lynn Seymour, kanadische Ballerina († 2023)
- 09. März: Walter Grimmer, Schweizer Cellist und Musikpädagoge
- 09. März: Rohan de Saram, britischer Cellist († 2024)
- 09. März: Benjamin Zander, britischer Dirigent
- 11. März: Flaco Jiménez, US-amerikanischer Tex-Mex-Musiker († 2025)
- 12. März: Veriano Luchetti, italienischer Opernsänger († 2012)
- 12. März: Arkadi Sewerny, russischer Liedermacher († 1980)

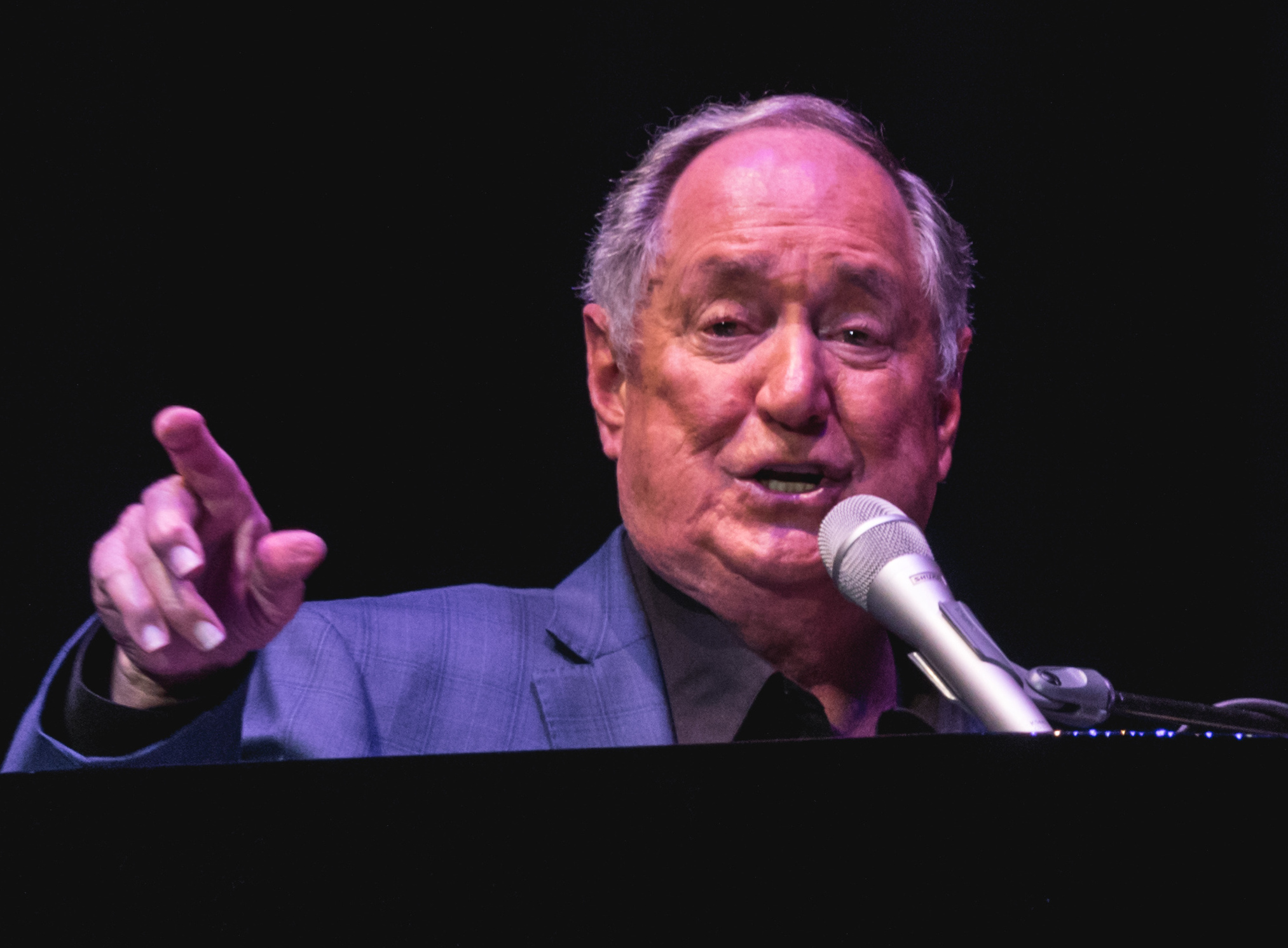
Neil Sedaka; * 13. März

- 13. März: Neil Sedaka, US-amerikanischer Musiker und Songwriter
- 14. März: Rosa King, US-amerikanische Funk- und R&B-Musikerin (Tenorsaxophon, Gesang, Komposition) († 2000)
- 15. März: Jost Meier, Schweizer Dirigent und Komponist († 2022)

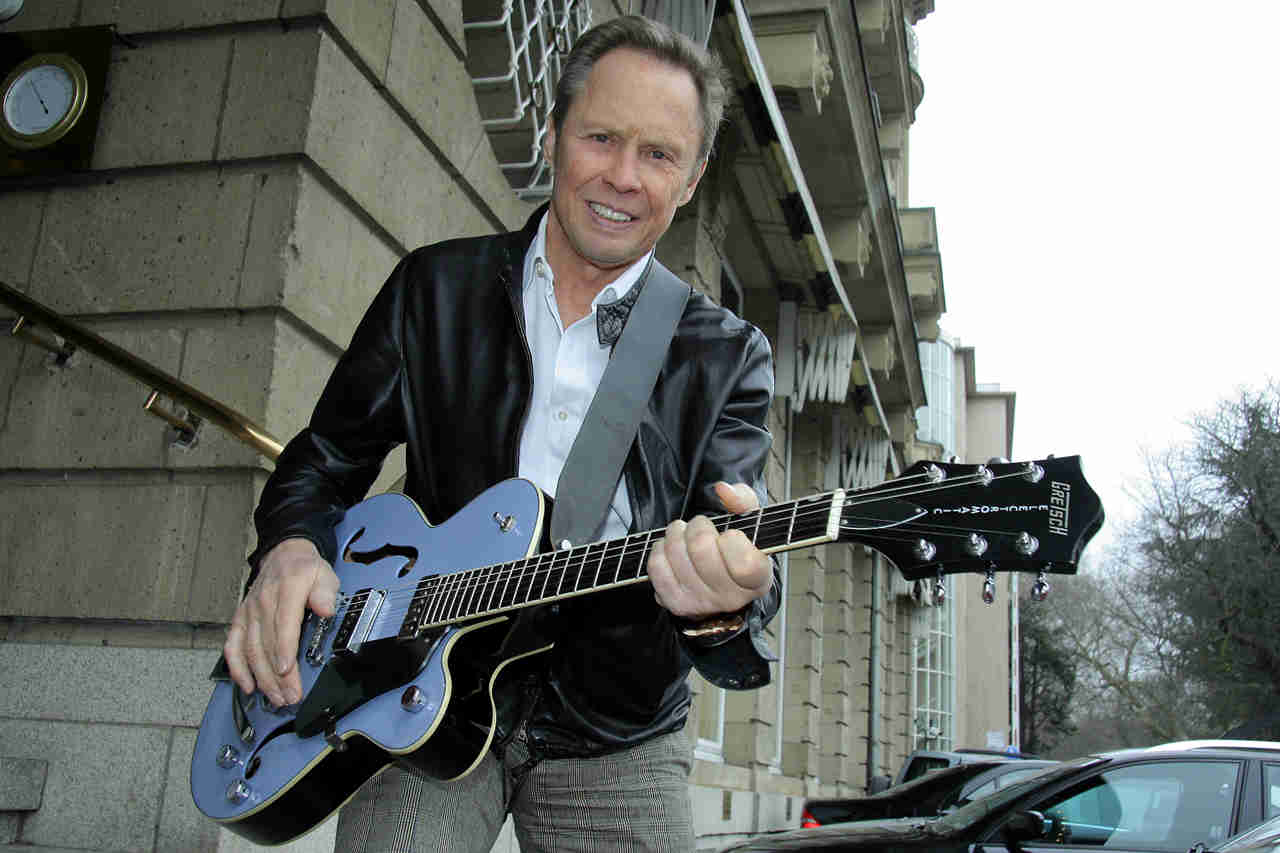
Peter Kraus; * 18. März

- 18. März: Peter Kraus, österreichischer Schauspieler und Sänger
- 18. März: Yannis Markopoulos, griechischer Komponist und Sänger († 2023)
- 19. März: Hermann Becht, deutscher Opernsänger († 2009)
- 20. März: Don Edwards, US-amerikanischer Country-Musiker († 2022)
- 21. März: Ronnie Haig, US-amerikanischer Rockabilly- und Gospel-Musiker
- 22. März: Jörg Seckel, deutscher Musiker († 2021)
- 23. März: Boris Tischtschenko, russischer Komponist († 2010)
- 26. März: Peter Schneider, österreichischer Dirigent
- 27. März: Eugen Brixel, österreichischer Komponist, Musiker und Musikwissenschaftler († 2000)
- 28. März: Franz Haselböck, österreichischer Organist und Musikpädagoge († 2024)

### April
- 01. April: Royce Porter, US-amerikanischer Country- und Rockabilly-Musiker sowie Songschreiber

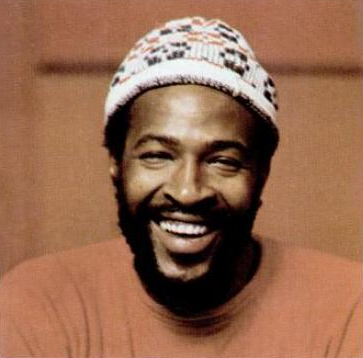
Marvin Gaye; * 2. April

- 02. April: Marvin Gaye, US-amerikanischer Soulsänger († 1984)
- 03. April: Margaret Neville, britische Opernsängerin (Sopran) († 2025)

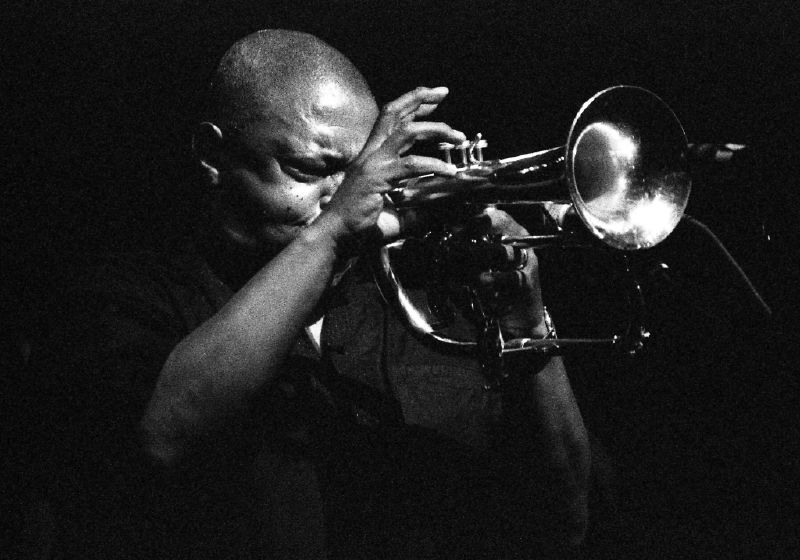
Hugh Masekela; * 4. April

- 04. April: Hugh Masekela, südafrikanischer Musiker († 2018)
- 04. April: Danny Thompson, britischer Kontrabassist
- 05. April: Guggi Löwinger, österreichische Sängerin, Schauspielerin und Tänzerin († 2018)
- 06. April: Beverly Watkins, US-amerikanische Blues-Gitarristin († 2019)
- 07. April: Vaçe Zela, albanische Sängerin († 2014)
- 09. April: Don Palmer, kanadischer Jazzmusiker und Hochschullehrer († 2021)
- 11. April: Jacques Blanchet, kanadischer Singer-Songwriter († 1981)
- 11. April: Luther Johnson, US-amerikanischer Bluessänger und -gitarrist († 2022)
- 12. April: Peter Giger, Schweizer Perkussionist
- 13. April: Bebeto Castilho, brasilianischer Musiker († 2023)
- 14. April: Kittie Doswell, US-amerikanische Soul- und Jazzsängerin († 2011)
- 15. April: Marty Wilde, britischer Rock’n’Roll-Sänger
- 16. April: Dusty Springfield, britische Soulsängerin († 1999)
- 18. April: Glen Hardin, US-amerikanischer Musiker
- 20. April: Hans Kennel, Schweizer Jazzmusiker († 2021)
- 21. April: Cicci Santucci, italienischer Jazzmusiker
- 23. April: Ray Peterson, US-amerikanischer Sänger († 2005)
- 23. April: Patrick Williams, US-amerikanischer Komponist († 2018)
- 26. April: Al Capps, US-amerikanischer Musikproduzent, Arrangeur, Songwriter, Multiinstrumentalist und Sänger († 2018)
- 28. April: Zsigmond Szathmáry, ungarischer Organist, Pianist, Komponist und Dirigent
- 30. April: Edward Kleban, US-amerikanischer Musical-Komponist und Texter († 1987)
- 30. April: Michelle Leclerc, französische Organistin († 2006)
- 30. April: Nannie Porres, schwedische Jazz- und Balladensängerin († 2025)

### Mai

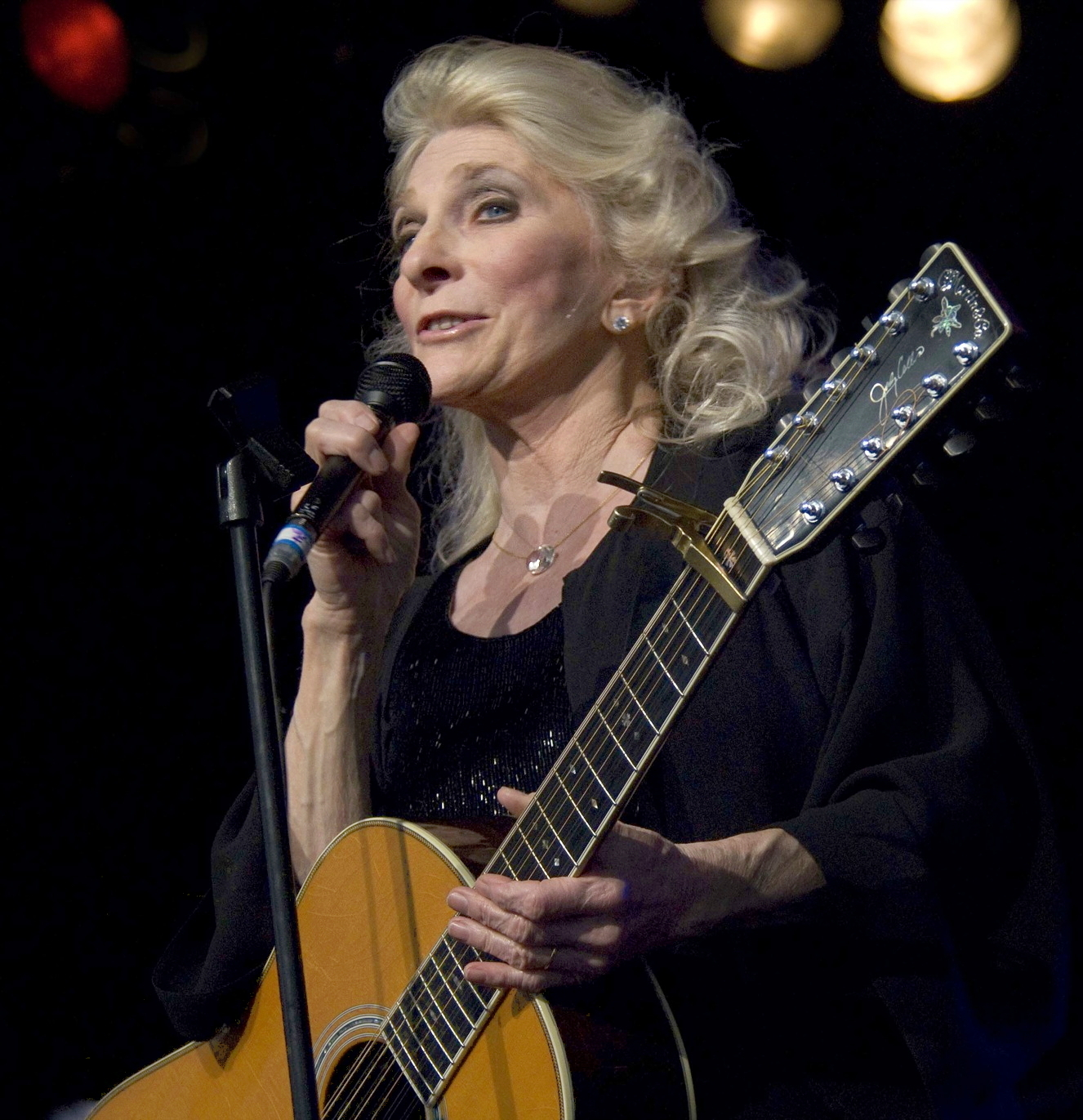
Judy Collins; * 1. Mai

- 01. Mai: Judy Collins, US-amerikanische Sängerin
- 03. Mai: Ralf Hübner, deutscher Jazz-Schlagzeuger und -Komponist
- 05. Mai: Dieter Wiesmann, Schweizer Liedermacher († 2015)
- 06. Mai: Eddie C. Campbell, US-amerikanischer Bluesmusiker († 2018)
- 06. Mai: Isla Eckinger, Schweizer Jazzmusiker († 2021)

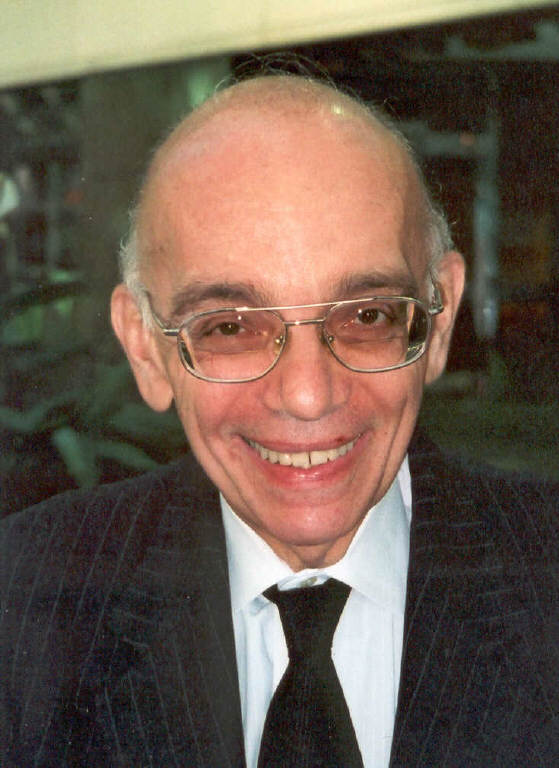
Antonio Abreu; * 7. Mai

- 07. Mai: José Antonio Abreu, venezolanischer Komponist, Ökonom, Politiker, Erzieher, Aktivist († 2018)
- 07. Mai: Johnny Maestro, US-amerikanischer Sänger († 2010)
- 08. Mai: Hans Eugen Frischknecht, Schweizer Komponist, Organist, Chorleiter und Cembalist
- 08. Mai: Bill Watrous, US-amerikanischer Jazzposaunist († 2018)
- 09. Mai: Bruce Mather, kanadischer Komponist
- 11. Mai: R. Dean Taylor, kanadischer Sänger, Songschreiber und Produzent († 2022)
- 13. Mai: Kari Lövaas, norwegische Opern- und Konzertsängerin (Sopran) († 2025)
- 16. Mai: Urs Schneider, Schweizer Violinist und Dirigent
- 19. Mai: Sonny Fortune, US-amerikanischer Jazzmusiker († 2018)
- 19. Mai: Tomasz Sikorski, polnischer Komponist († 1988)
- 19. Mai: Richard Teitelbaum, US-amerikanischer Komponist, Synthesizerspieler und Improvisationsmusiker († 2020)
- 20. Mai: Hans-Dieter Möller, deutscher Organist und Musikpädagoge
- 20. Mai: Roc LaRue, US-amerikanischer Rockabilly-Musiker († 2019)
- 21. Mai: Heinz Holliger, Schweizer Oboist, Komponist und Dirigent
- 22. Mai: Árni Egilsson, aus Island stammender Bassist und Komponist
- 22. Mai: Ian Underwood, US-amerikanischer Musiker
- 23. Mai: Volker Bräutigam, deutscher Komponist und Kirchenmusiker
- 23. Mai: Michel Colombier, französischer Filmkomponist († 2004)
- 23. Mai: Marvin Stamm, US-amerikanischer Jazztrompeter
- 23. Mai: Kent Westberry, US-amerikanischer Country- und Rockabilly-Musiker
- 24. Mai: Rick Kiefer, US-amerikanischer Jazztrompeter († 2025)
- 25. Mai: Pierrette LePage, kanadische Pianistin und Musikpädagogin
- 25. Mai: Phil Ranelin, US-amerikanischer Jazzmusiker
- 26. Mai: Enrique Lear, argentinischer Tangosänger, -komponist und -dichter († 2011)
- 26. Mai: Michel Merlet, französischer Komponist und Musikpädagoge
- 27. Mai: Don Williams, US-amerikanischer Country-Sänger († 2017)
- 29. Mai: Rudolfo „Popo“ Sánchez, mexikanischer Musiker († 2025)
- 30. Mai: Michael Small, US-amerikanischer Filmkomponist († 2003)
- 31. Mai: Carlos Casado, argentinischer Tangosänger

### Juni
- 01. Juni: Rolf Römer, deutscher Jazzmusiker
- 02. Juni: Maximilian Hendler, österreichischer Philologe, Komponist, Jazzforscher und Autor.
- 03. Juni: Manfred Hering, deutscher Jazzmusiker
- 03. Juni: Ian Hunter, britischer Rockmusiker
- 05. Juni: Manuel de Elías, mexikanischer Komponist
- 05. Juni: Pongsri Woranuch, thailändische Sängerin († 2025)

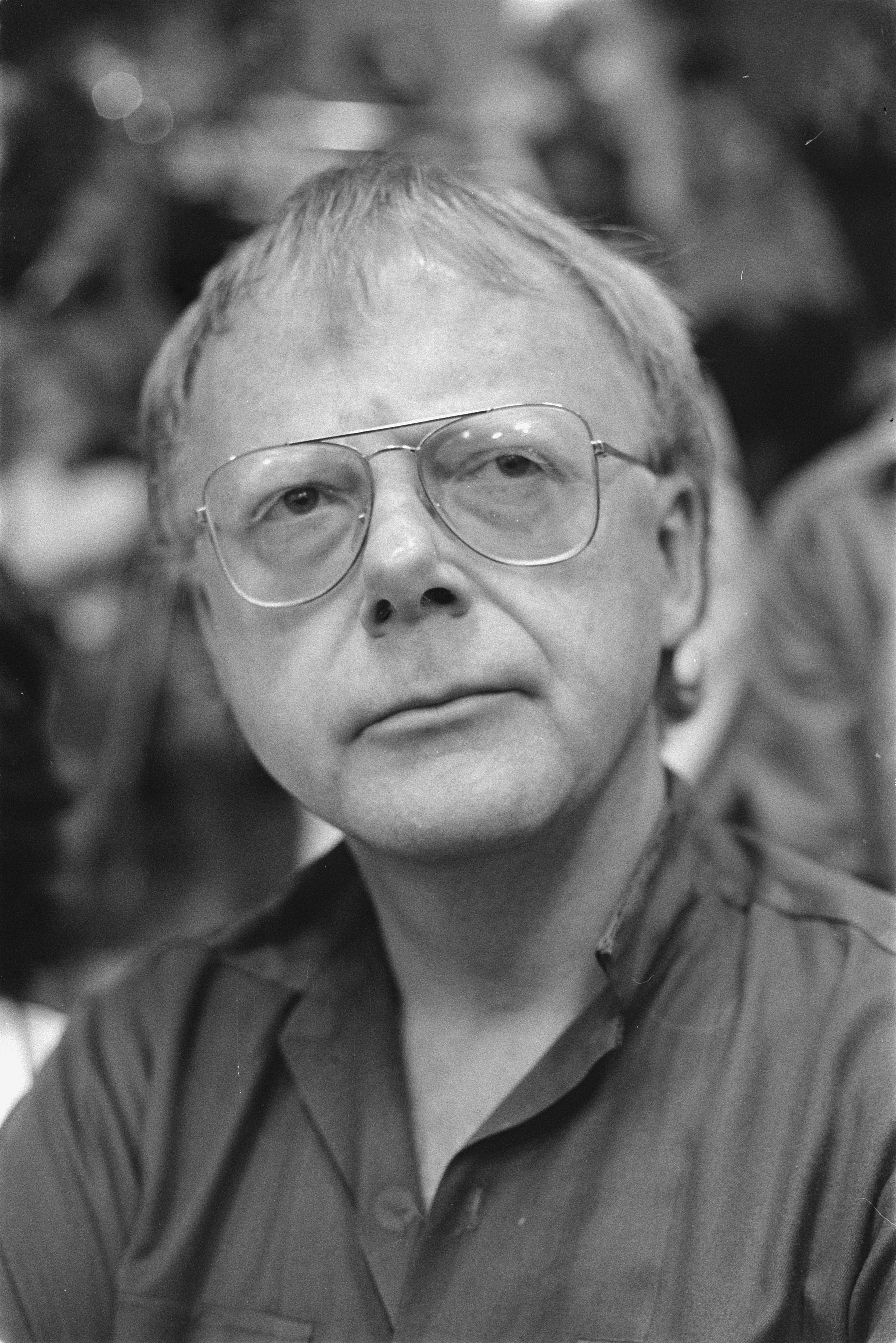
Louis Andriessen; * 6. Juni

- 06. Juni: Louis Andriessen, niederländischer Komponist († 2021)
- 06. Juni: Gary U. S. Bonds, US-amerikanischer Rock-’n’-Roll- und R&B-Sänger
- 08. Juni: Torolf Mølgaard, dänischer Jazzmusiker
- 08. Juni: Maria Porten, Schweizer Komponistin und Buchautorin
- 09. Juni: Ileana Cotrubaș, rumänische Opernsängerin
- 09. Juni: Andreas Schröder, deutscher Organist († 2025)
- 11. Juni: Wilma Burgess, US-amerikanische Country-Sängerin († 2003)
- 11. Juni: Bernard „Pretty“ Purdie, US-amerikanischer Schlagzeuger
- 12. Juni: Kent Carter, amerikanischer Jazzmusiker
- 14. Juni: Elisabeth Haselauer, österreichische Musikwissenschaftlerin
- 16. Juni: Billy „Crash“ Craddock, US-amerikanischer Country- und Rock’n’Roll-Musiker
- 16. Juni: Albert Dailey, US-amerikanischer Jazzpianist († 1984)
- 18. Juni: Oleg Grigorjewitsch Jantschenko, russischer Organist Komponist und Dirigent († 2002)
- 19. Juni: Inger Axö, schwedische Schauspielerin und Sängerin († 1986)
- 19. Juni: Al Wilson, US-amerikanischer Soulmusiker († 2008)
- 20. Juni: Bob Neuwirth, US-amerikanischer Songwriter, Gitarrist, Sänger, Produzent und Maler († 2022)
- 21. Juni: Salomé, spanische Sängerin und Schauspielerin
- 22. Juni: Heikki Sarmanto, finnischer Jazzmusiker
- 24. Juni: Joe van Enkhuizen, niederländischer Jazzmusiker

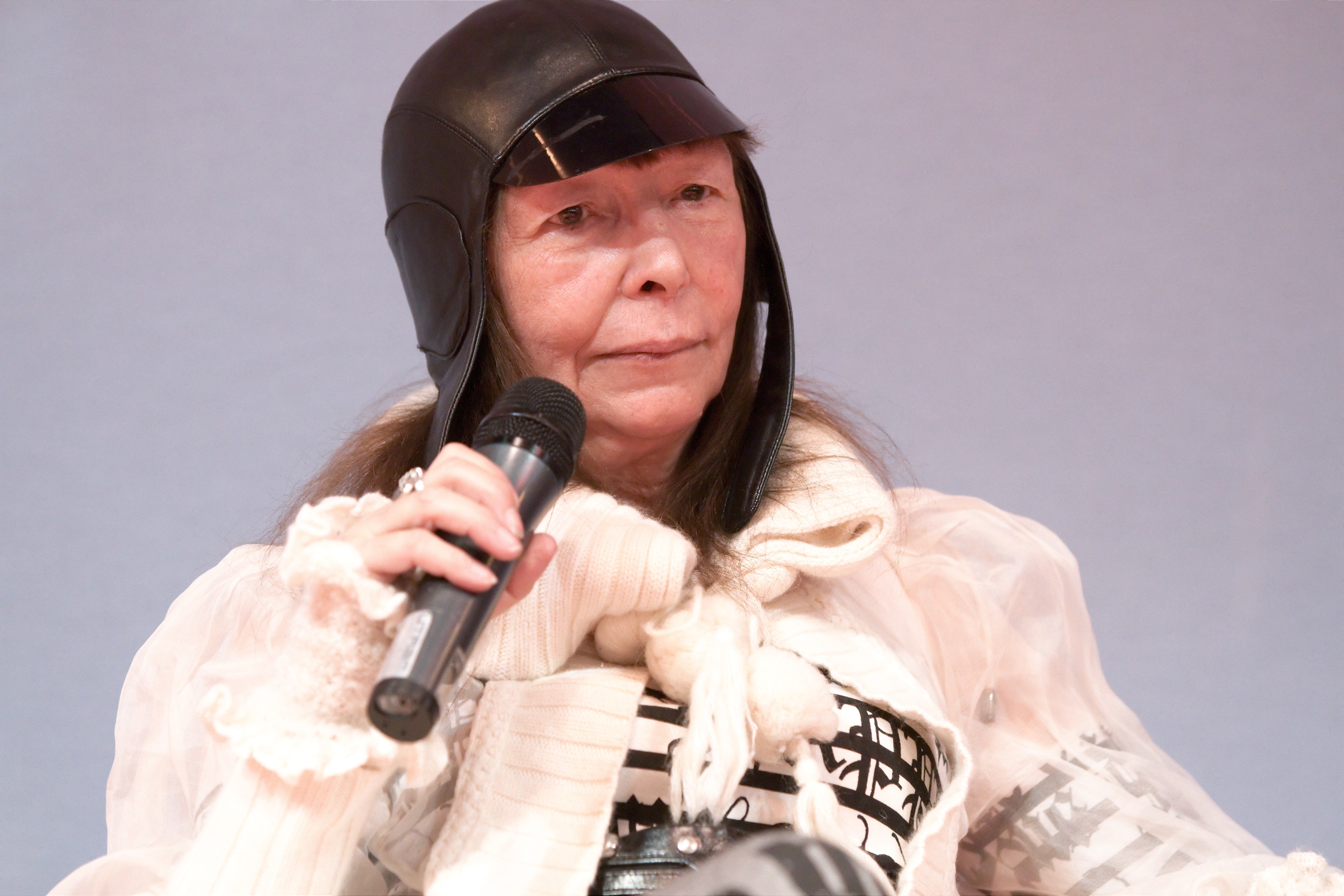
Brigitte Fontaine; * 24. Juni

- 24. Juni: Brigitte Fontaine, französische Sängerin, Schauspielerin und Schriftstellerin
- 27. Juni: George Braith, US-amerikanischer Jazzmusiker
- 28. Juni: Neal Zaslaw, US-amerikanischer Musikwissenschaftler
- 30. Juni: Naďa Urbánková, tschechische Sängerin und Schauspielerin († 2023)

### Juli
- 02. Juli: Paul Williams, US-amerikanischer Sänger (The Temptations) († 1973)
- 03. Juli: Renée Claude, kanadische Sängerin und Schauspielerin († 2020)

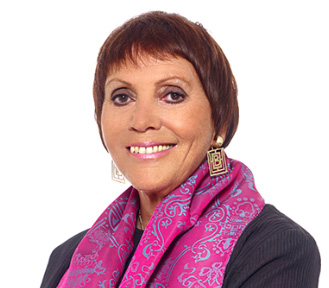
Brigitte Fassbaender; * 3. Juli

- 03. Juli: Brigitte Fassbaender, deutsche Opern- und Lied-Sängerin, Regisseurin und Intendantin
- 04. Juli: Jean-Pierre Leguay, französischer Organist und Komponist
- 04. Juli: Danny Long, US-amerikanischer Jazzmusiker († 2022)
- 05. Juli: Owen Gray, jamaikanischer Sänger des Rhythm & Blues, Ska, Rocksteady und Reggae († 2025)
- 06. Juli: Terence ‚Jet‘ Harris, englischer Musiker († 2011)
- 07. Juli: Siegmund Schmidt, deutscher Komponist und Kirchenmusiker
- 10. Juli: Mavis Staples, US-amerikanische Blues- und Soulsängerin
- 10. Juli: Vicente Moncho, argentinischer Komponist und Geiger
- 10. Juli: Yochk’o Seffer, französischer Jazzmusiker
- 12. Juli: Jörg Poettgen, deutscher Campanologe († 2014)
- 13. Juli: György Szabados, ungarischer Jazzmusiker († 2011)
- 14. Juli: Philippe Combelle, französischer Jazz-Schlagzeuger († 2024)

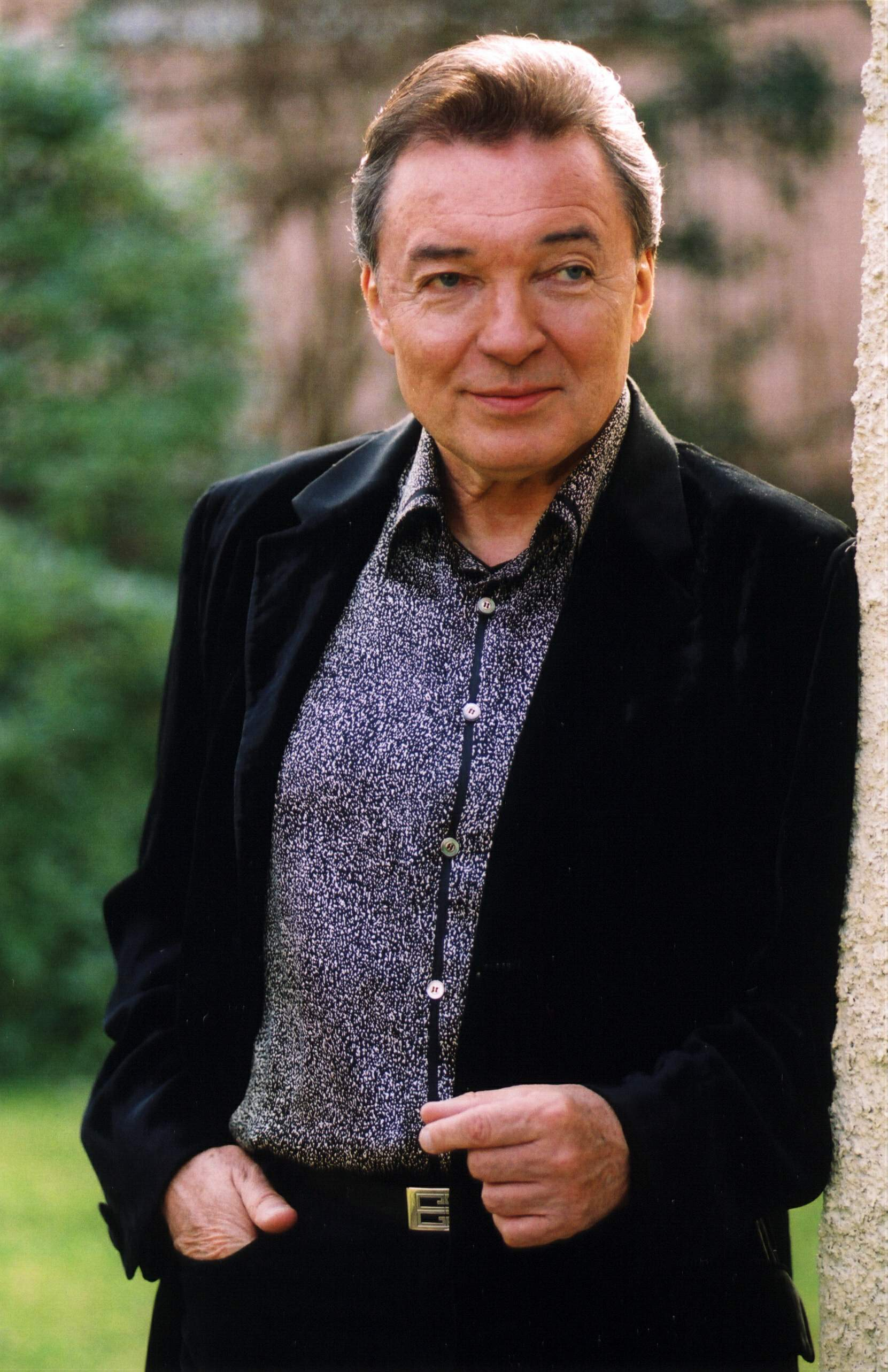
Karel Gott; * 14. Juli

- 14. Juli: Karel Gott, tschechischer Sänger († 2019)
- 14. Juli: Marshall Hawkins, US-amerikanischer Jazzmusiker (Kontrabass)
- 14. Juli: Vince Taylor, britischer Rock-’n’-Roll- und Rockabilly-Musiker († 1991)
- 16. Juli: Fred Myrow, US-amerikanischer Komponist und Pianist († 1999)
- 17. Juli: Spencer Davis, britischer Rockmusiker († 2020)
- 17. Juli: Margie Evans, US-amerikanische Blues- und Gospelsängerin († 2021)

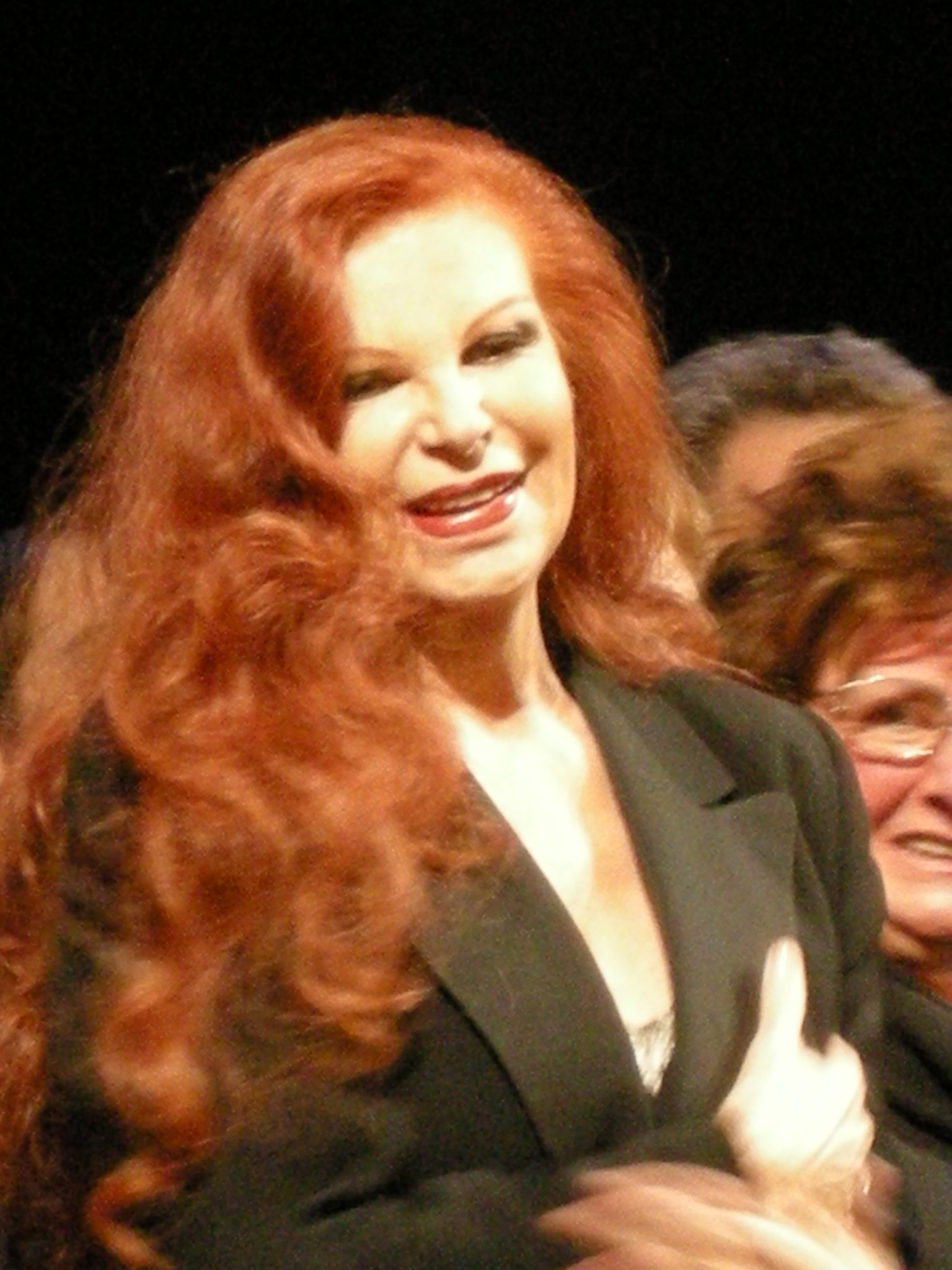
Milva; * 17. Juli

- 17. Juli: Milva, italienische Sängerin und Schauspielerin († 2021)
- 18. Juli: Brian Auger, britischer Jazz- und Rockorganist
- 18. Juli: Dion DiMucci, US-amerikanischer Popsänger
- 18. Juli: Kurt Nolze, deutscher Liedermacher
- 19. Juli: Ketil Hvoslef, norwegischer Komponist
- 21. Juli: Jamey Aebersold, US-amerikanischer Jazz-Saxophonist und -pädagoge
- 22. Juli: Warda al-Dschaza'iriya, algerische Sängerin († 2012)
- 23. Juli: Volker Schütz, deutscher Musikpädagoge († 2022)
- 24. Juli: Charles McPherson, US-amerikanischer Jazzmusiker
- 24. Juli: Daniel Viglietti, uruguayischer Sänger und Gitarrist († 2017)
- 26. Juli: Gunther Erdmann, deutscher Komponist († 1996)
- 27. Juli: Irène Aebi, Schweizer Jazzmusikerin
- 27. Juli: Peppino di Capri, italienischer Sänger
- 29. Juli: Gian Piero Reverberi, italienischer Komponist, Arrangeur und Musikproduzent
- 31. Juli: Daniel N. Tobler, Schweizer Musikveranstalter († 2011)

### August
- 04. August: Wolfgang Ostberg, deutscher Schauspieler, Hörspielsprecher und Sänger († 2011)
- 09. August: Billy Henderson, US-amerikanischer Soulsänger († 2007)
- 09. August: Odd Børre Sørensen, norwegischer Sänger († 2023)
- 09. August: Butch Warren, US-amerikanischer Jazzmusiker († 2013)
- 10. August: Maria Luisa Lopez-Vito, philippinisch-deutsche Pianistin
- 11. August: Attila Bozay, ungarischer Komponist († 1999)
- 11. August: Josef Laufer, tschechischer Sänger und Schauspieler († 2024)
- 11. August: Gerry Weil, österreichisch-venezolanischer Jazzmusiker († 2024)
- 12. August: Elfrun Gabriel, deutsche Konzertpianistin und Hochschullehrerin († 2010)
- 13. August: Rolf Schwendter, österreichischer Liedermacher, Schriftsteller und Sozialwissenschaftler († 2013)
- 16. August: Erick Friedman, amerikanischer Violinist und Musikpädagoge († 2004)
- 16. August: Marcello Melis, italienischer Jazzmusiker und Komponist († 1994)
- 16. August: Manilal Nag, indischer Sitarspieler und Musikpädagoge
- 16. August: Jarmo Sermilä, finnischer Trompeter und Komponist († 2024)
- 16. August: Billy Joe Shaver, US-amerikanischer Sänger und Songwriter († 2020)
- 16. August: Mary Stallings, US-amerikanische Jazzsängerin
- 16. August: Eric Weissberg, US-amerikanischer Countrymusiker († 2020)
- 17. August: Luther Allison, US-amerikanischer Bluesmusiker († 1997)
- 17. August: Jack Rummel, US-amerikanischer Ragtime-Musiker († 2025)
- 17. August: Ed Sanders, US-amerikanischer Beatnik-Poet und Musiker (The Fugs)
- 18. August: Johnny Preston, US-amerikanischer Rock-’n’-Roll- und Rockabilly-Sänger († 2011)
- 19. August: Ginger Baker, britischer Schlagzeuger († 2019)
- 19. August: Tony Marsh, britischer Jazz-Schlagzeuger († 2012)
- 19. August: Caiphus Semenya, südafrikanischer Musiker

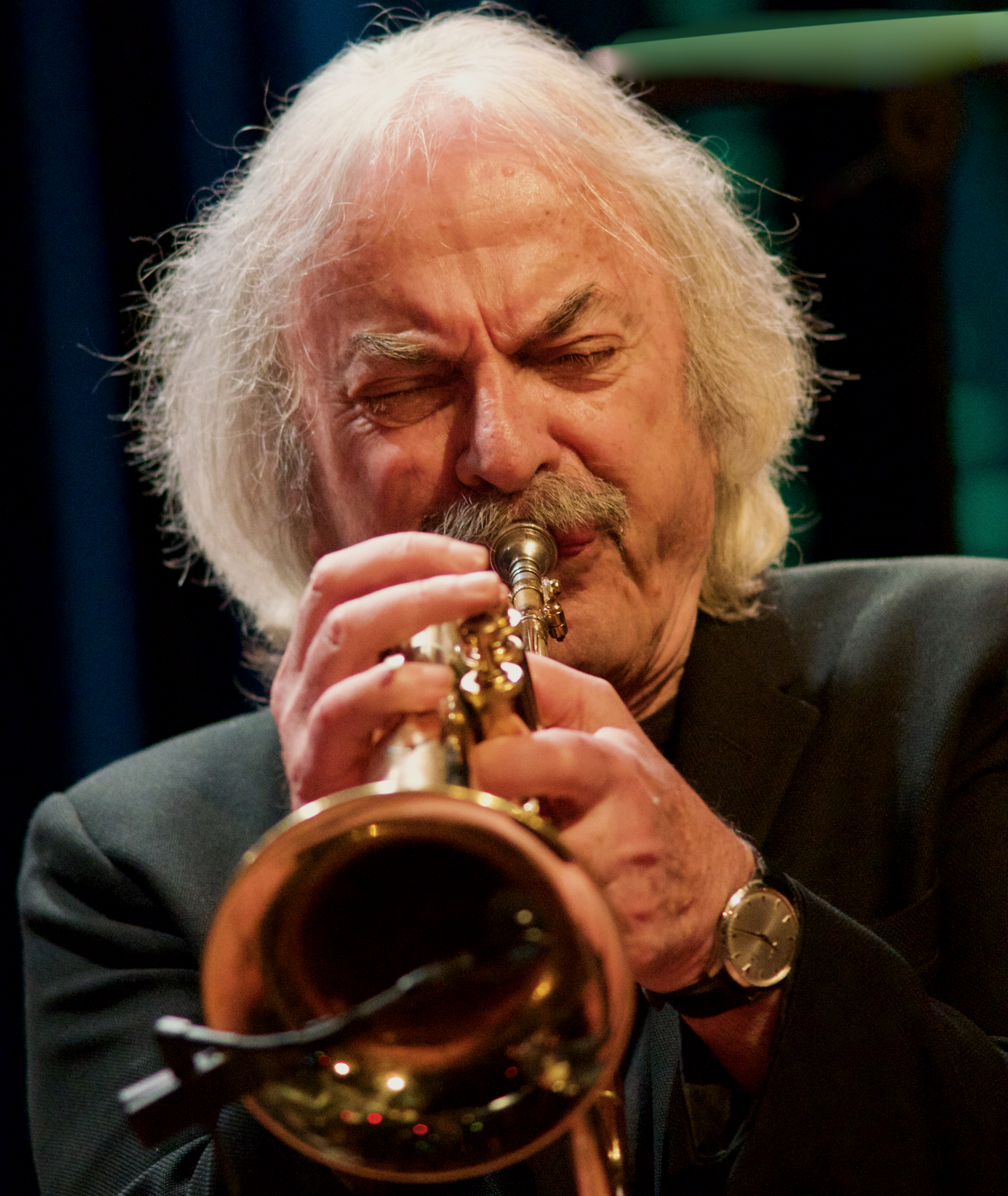
Enrico Rava; * 20. August

- 20. August: Enrico Rava, italienischer Jazztrompeter
- 23. August: Klaus Beyersdorff, deutscher Jazzklarinettist und Bandleader
- 23. August: Celestina Casapietra, italienische Opernsängerin († 2024)
- 25. August: Robert Jager, US-amerikanischer Komponist
- 26. August: Dagmar Koller, österreichische Sängerin, Tänzerin und Schauspielerin
- 27. August: Hans Heinrich Formann, österreichischer Schriftsteller († 2016)
- 28. August: Robert Aitken, kanadischer Flötist, Komponist und Musikpädagoge
- 30. August: John Peel, britischer Radiomoderator und DJ († 2004)
- 31. August: Jerry Allison, US-amerikanischer Rock-’n’-Roll-Schlagzeuger († 2022)
- 31. August: Pele Møller, grönländischer Musiker
- 31. August: Paul Winter, US-amerikanischer Saxophonist und Bandleader

### September
- 01. September: Marianne Kock, schwedische Schlagersängerin
- 02. September: Elaine Keillor, kanadische Pianistin und Musikwissenschaftlerin
- 03. September: Vivi Bach, dänische Sängerin, Schauspielerin, Fernsehmoderatorin und Schriftstellerin († 2013)
- 06. September: Alojz Ajdič, slowenischer Komponist und Klarinettist

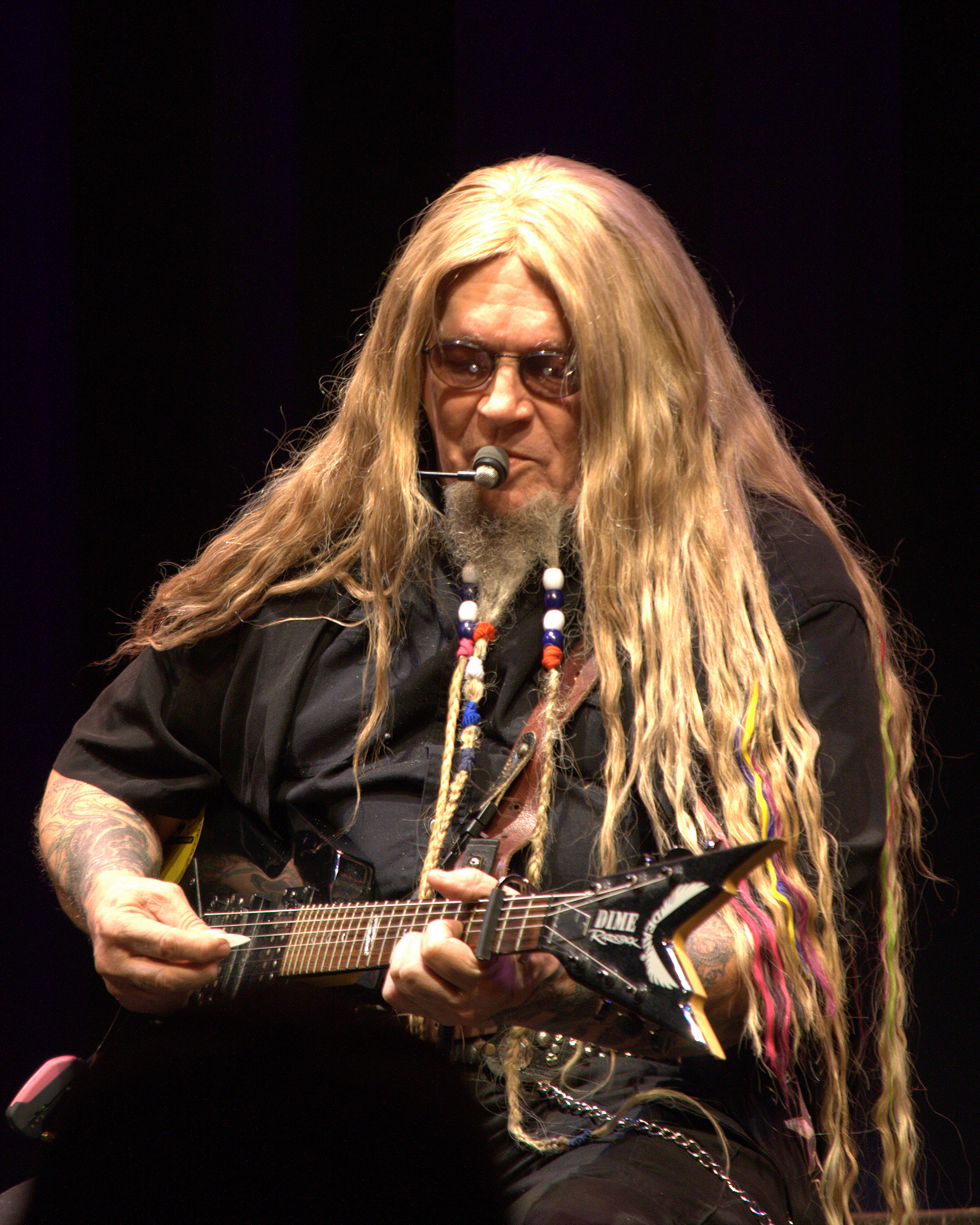
David Allan Coe; * 6. September

- 06. September: David Allan Coe, US-amerikanischer Country-Musiker
- 09. September: Betty Harris, US-amerikanische Soul-Sängerin
- 09. September: Zbigniew Namysłowski, polnischer Jazzmusiker
- 13. September: Arleen Augér, US-amerikanische Sopranistin († 1993)
- 16. September: Leopoldo Fleming, US-amerikanischer Jazzmusiker (Perkussion, Komposition, Arrangement) († 2025)
- 16. September: Hans Rettenbacher, österreichischer Jazzmusiker († 1989)
- 17. September: Walter Heider, österreichischer Wienerliedsänger († 2014)
- 18. September: Steve Marcus, US-amerikanischer Saxophonist († 2005)
- 18. September: Kate Westbrook, britische Jazzmusikerin
- 19. September: Bruce Bastin, britischer Bluesforscher, Musikproduzent und Labelbetreiber
- 23. September: Roy Buchanan, US-amerikanischer Bluesrock-Gitarrist († 1988)
- 29. September: Tommy Boyce, US-amerikanischer Rock’n’Roll-Musiker und Musikautor († 1994)
- 30. September: Esther Erkel, Schweizer Pianistin und Musikpädagogin

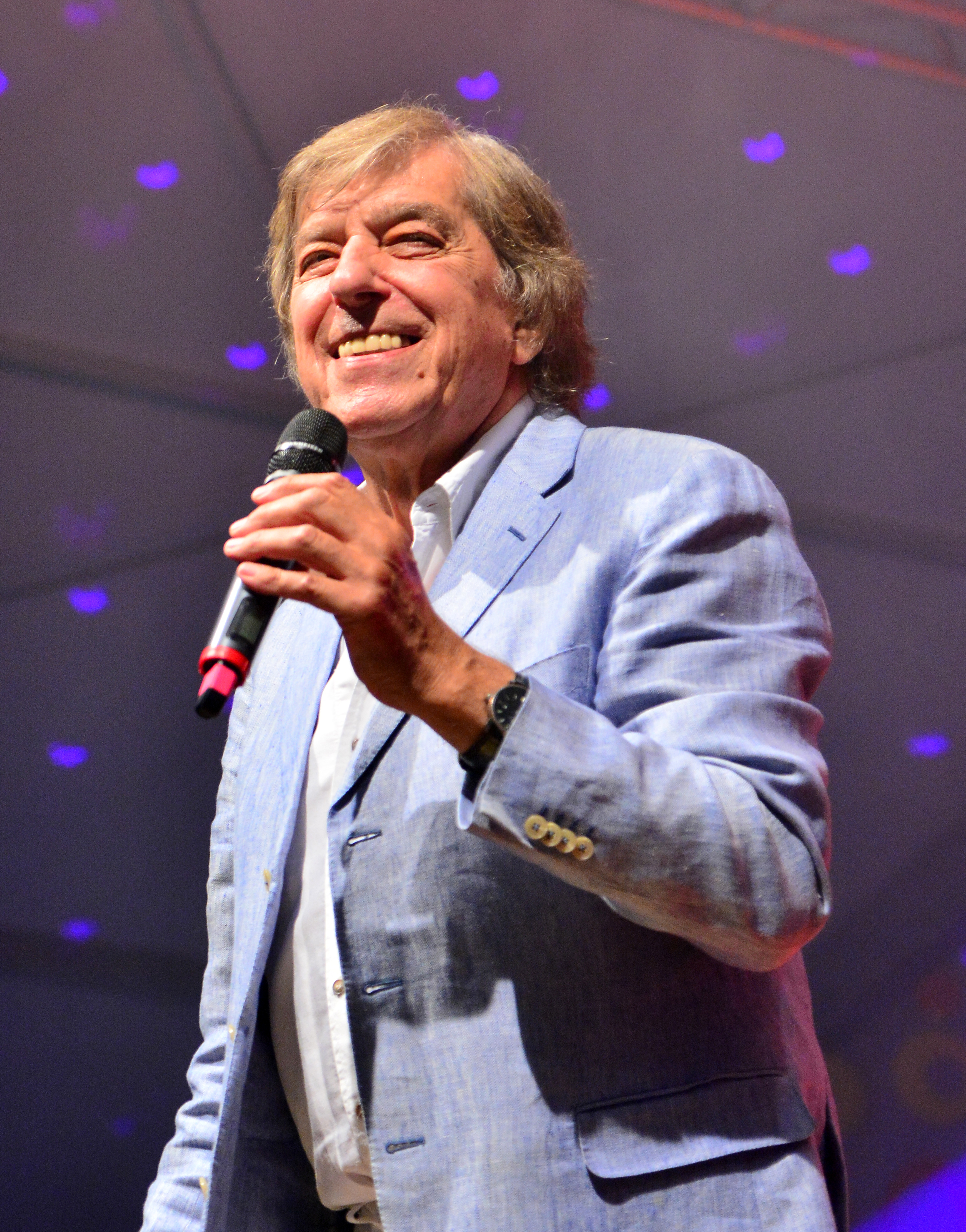
Bata Illic; * 30. September

- 30. September: Bata Illic, serbisch-deutscher Schlagersänger

### Oktober
- 02. Oktober: Dan Spătaru, rumänischer Sänger von Unterhaltungsmusik († 2004)
- 04. Oktober: Frank Lendor, dominikanischer Opernbassist
- 04. Oktober: Tunji Oyelana, nigerianischer Musiker, Schauspieler und Komponist
- 07. Oktober: Tony Glover, US-amerikanischer Mundharmonika-Spieler und Sänger († 2019)
- 08. Oktober: Aladár Pege, ungarischer Jazzmusiker († 2006)
- 08. Oktober: Andrew Thomas, US-amerikanischer Komponist
- 09. Oktober: Márta Szirmay, ungarische Jazz- und Opernsängerin († 2015)
- 09. Oktober: O. V. Wright, US-amerikanischer Gospel- und R&B-Sänger († 1980)
- 09. Oktober: Ed Xiques, US-amerikanischer Jazzmusiker († 2020)
- 16. Oktober: Nico Haak, niederländischer Schlagersänger und Entertainer († 1990)
- 16. Oktober: Badal Roy, indischer Tablaspieler und Perkussionist († 2022)
- 17. Oktober: Reiner Goldberg, deutscher Opernsänger († 2023)
- 18. Oktober: Jean-Claude Amiot, französischer Komponist
- 19. Oktober: Erika Gangl, österreichische Tänzerin, Choreografin und Pädagogin († 2000)
- 19. Oktober: Masabumi Kikuchi, japanischer Jazzmusiker († 2015)
- 19. Oktober: Alexandre Malempré, belgisch-deutscher Trompeter († 2020)
- 20. Oktober: Fausto Cepeda, dominikanischer Opernbariton
- 24. Oktober: Madalena Iglésias, portugiesische Sängerin und Schauspielerin († 2018)
- 24. Oktober: Mirjana Irosch, österreichische Opern- und Operettensängerin († 2024)
- 25. Oktober: Robert Cogoi, belgischer Sänger († 2022)
- 27. Oktober: Dallas Frazier, US-amerikanischer Country-Sänger und Songwriter († 2022)
- 27. Oktober: Jimmy LaRocca, US-amerikanischer Jazzmusiker († 2023)
- 28. Oktober: Andy Bey, US-amerikanischer Jazzsänger († 2025)
- 28. Oktober: Jim Post, US-amerikanischer Folksänger, Singer-Songwriter, Autor und Schauspieler († 2022)
- 29. Oktober: Horst Chmela, österreichischer Liedermacher († 2021)
- 29. Oktober: Makaya Ntshoko, südafrikanischer Jazzmusiker († 2024)
- 29. Oktober: Petru Stoianov, rumänischer Komponist und Musikwissenschaftler
- 30. Oktober: Gerhard Schnitter, deutscher Komponist
- 30. Oktober: Grace Slick, US-amerikanische Sängerin
- 30. Oktober: Eddie Holland, US-amerikanischer Songwriter
- 31. Oktober: Simon Napier, britischer Herausgeber von Blues-Zeitschriften und Labelbetreiber († 1990)

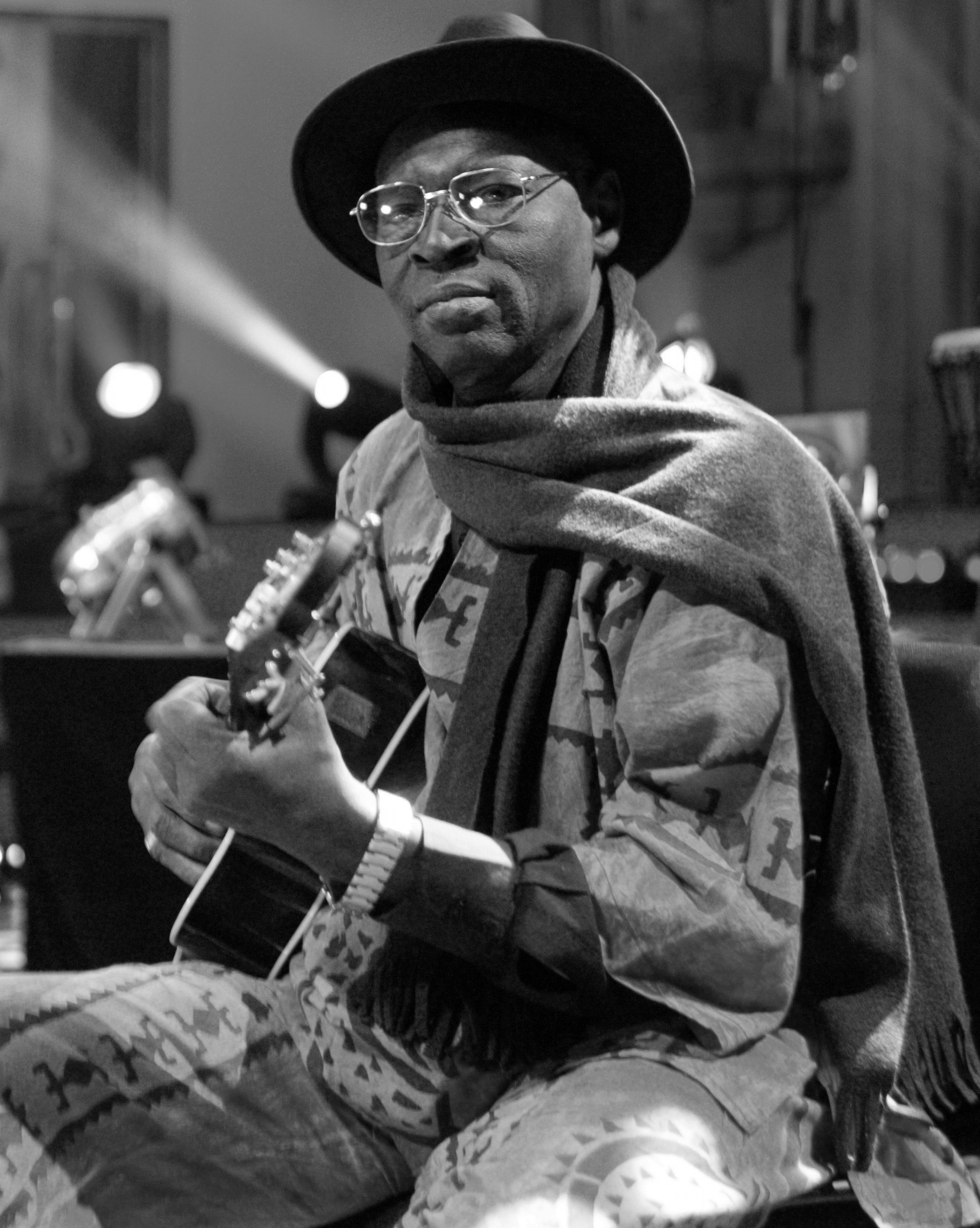
Ali Farka Toure; * 31. Oktober

- 31. Oktober: Ali Farka Touré, malischer Musiker († 2006)

### November
- 02. November: Heinz-Gert Freimuth, deutscher Chorleiter und Komponist († 2009)
- 03. November: Joe McPhee, US-amerikanischer Jazzmusiker
- 03. November: Ute Trekel-Burckhardt, deutsche Opernsängerin
- 04. November: Robert Politzer, österreichischer Jazzmusiker († 2010)
- 05. November: Fionna Duncan, schottische Jazzmusikerin († 2022)
- 05. November: Marek Jablonski, kanadischer Pianist und Musikpädagoge († 1999)
- 05. November: Kai Rautenberg, deutscher Pianist und Komponist († 2013)
- 07. November: Daan Manneke, niederländischer Komponist und Dirigent
- 07. November: Jerry Puckett, US-amerikanischer Gitarrist († 2023)
- 07. November: Christiane Stutzmann, französische Opernsängerin und Gesangspädagogin
- 08. November: Laila Kinnunen, finnische Sängerin († 2000)
- 10. November: Andrew Cyrille, US-amerikanischer Schlagzeuger
- 10. November: Hubert Laws, amerikanischer Jazzflötist
- 12. November: Wolfgang Amberger, deutscher Schauspieler, Regisseur, Oberspielleiter und Autor († 2011)
- 12. November: Lucia Popp, slowakische Opernsängerin († 1993)
- 12. November: Kingsize Taylor, britischer Rock-Musiker († 2023)
- 13. November: Luqman Ali, uS-amerikanischer Jazzmusiker (Schlagzeug, Perkussion, Komposition) († 2007)
- 13. November: Bob Tutupoly, indonesischer Musiker († 2022)
- 14. November: Wendy Carlos, US-amerikanische Komponistin und Elektronikmusikerin
- 16. November: W. C. Clark, US-amerikanischer Bluesmusiker († 2024)
- 16. November: Henrik Otto Donner, finnischer Komponist und Jazzmusiker († 2013)
- 18. November: Amanda Lear, britische Sängerin
- 18. November: Tom Johnson, US-amerikanischer Komponist und Musikkritiker
- 21. November: Etta Cameron, dänische Jazzsängerin amerikanischer Herkunft († 2010)
- 23. November: Betty Everett, US-amerikanische Soulsängerin († 2001)
- 24. November: Jim Yester, US-amerikanischer Musiker
- 25. November: Rais Khan, indischer Komponist, Sitarspieler und Sänger († 2017)
- 26. November: Greetje Kauffeld, niederländische Schlager- und Jazzsängerin
- 26. November: Art Themen, britischer Jazzmusiker

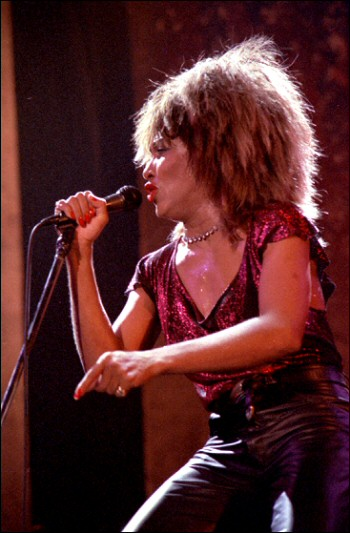
Tina Turner; * 26. November

- 26. November: Tina Turner, US-amerikanisch-schweizerische Sängerin († 2023)
- 27. November: Garry Miles, US-amerikanischer Rhythm-and-Blues-Sänger und Komponist († 2024)
- 28. November: Sevda İbrahimova, aserbaidschanische Komponistin und Pianistin († 2022)

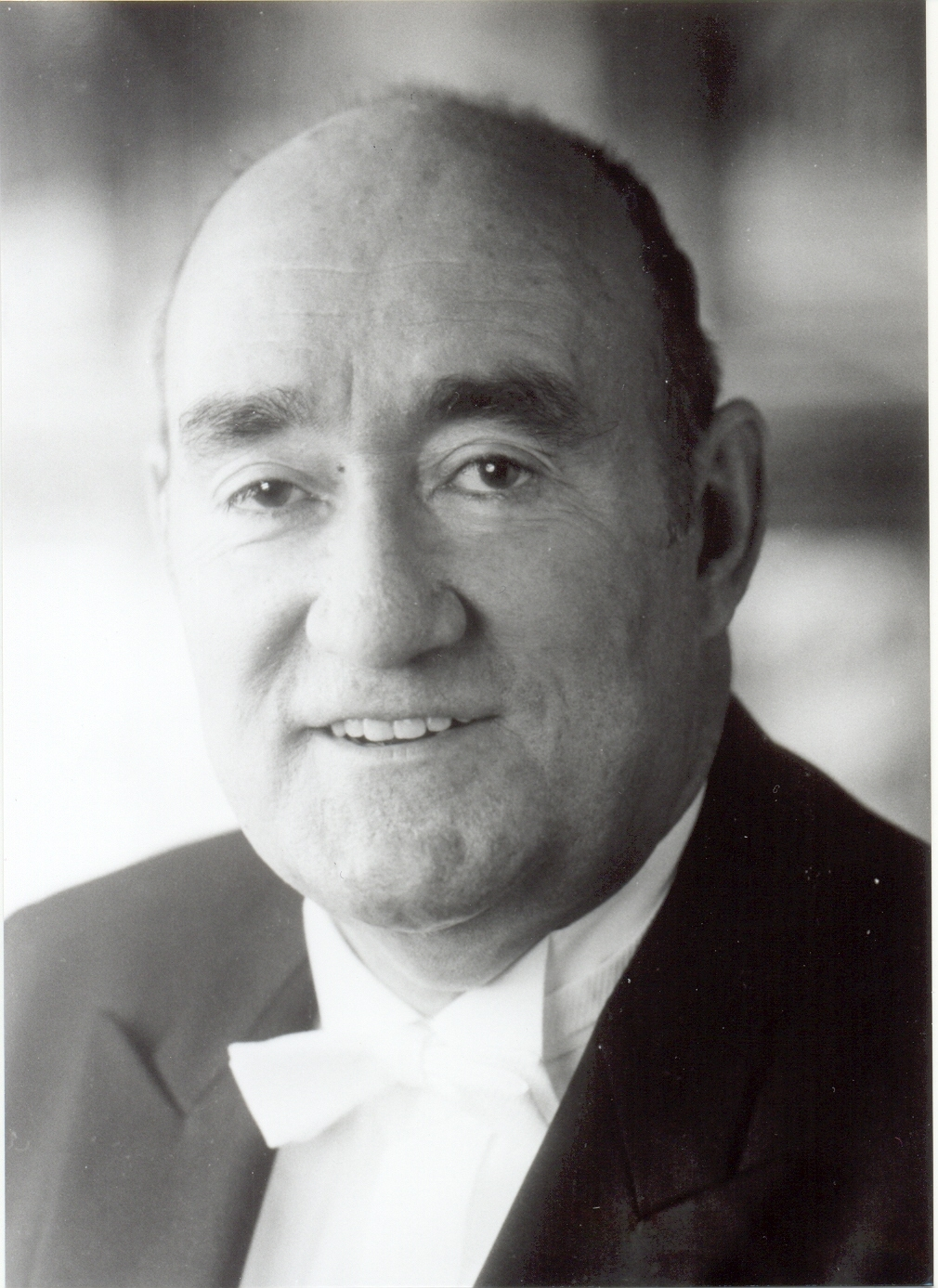
Hermann Dechant; * 29. November

- 29. November: Hermann Dechant, österreichischer Dirigent, Flötist, Musikwissenschaftler, Komponist und Verlagsleiter
- 29. November: Joel Whitburn, US-amerikanischer Sachbuchautor, bekannt für seine Auswertungen der US-amerikanischen Musikcharts († 2022)
- 30. November: Joachim Schlese, deutscher Kulturmanager und Regisseur
- 30. November: Norma Tanega, US-amerikanische Folk-Sängerin, Komponistin und Texterin († 2019)

### Dezember
- 05. Dezember: Bent Warburg, dänischer Schauspieler und Musiker
- 06. Dezember: Steve Alaimo, US-amerikanischer Popsänger und Teenidol der 1960er Jahre († 2024)
- 07. Dezember: Eunice Newkirk, US-amerikanische Sängerin († 2023)
- 08. Dezember: Jerry Butler, US-amerikanischer Soulsänger und Songschreiber († 2025)
- 08. Dezember: James Galway, britischer Flötist
- 08. Dezember: Rudolf Rieser, österreichischer Buchbinder und Künstler († 2019)
- 11. Dezember: André Brasseur, belgischer Keyboarder
- 11. Dezember: Al Stanwyck, kanadischer Jazz- und Studiomusiker († 2021)
- 15. Dezember: Cindy Birdsong, US-amerikanische Soulsängerin
- 15. Dezember: Nicolaus A. Huber, deutscher Komponist
- 15. Dezember, Hildegard Uhrmacher, deutsche Sängerin
- 16. Dezember: Barney McKenna, irischer Folksänger († 2012)
- 16. Dezember: Philip Langridge, britischer Opern- und Oratoriensänger († 2010)
- 17. Dezember: James Booker, US-amerikanischer Pianist und Sänger († 1983)
- 17. Dezember: Eddie Kendricks, US-amerikanischer Soulsänger († 1992)
- 20. Dezember: Bill Keith, US-amerikanischer Bluegrass-Musiker († 2015)
- 21. Dezember: Carlos do Carmo, portugiesischer Fado-Sänger († 2021)
- 21. Dezember: Wjatscheslaw Nagowizyn, russischer Komponist († 2023)
- 22. Dezember: Nick Ceroli, US-amerikanischer Jazzmusiker († 1985)
- 22. Dezember: Franz Kalchmair, österreichischer Bass († 2020)
- 23. Dezember: Paul Damjakob, deutscher Organist
- 24. Dezember: Arnold Östman, schwedischer Dirigent und Musikmanager († 2023)
- 25. Dezember: Don Alias, US-amerikanischer Jazzmusiker († 2006)
- 25. Dezember: Bob James, US-amerikanischer Keyboarder und Arrangeur
- 26. Dezember: Ken Howard, britischer Popmusik-Autor

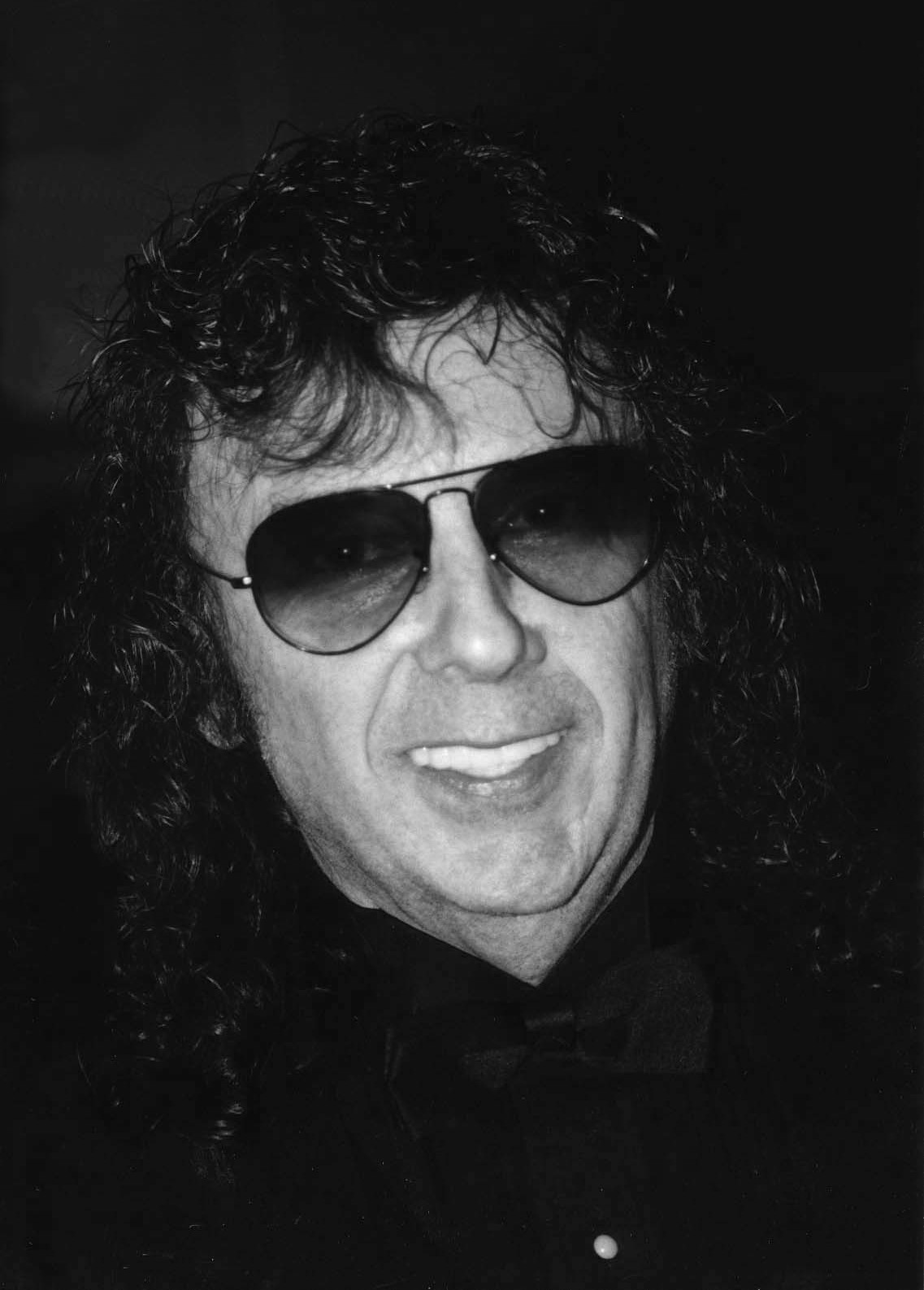
Phil Spector; * 26. Dezember

- 26. Dezember: Phil Spector, US-amerikanischer Musikproduzent († 2021)
- 29. Dezember: Ed Bruce, US-amerikanischer Country-Musiker († 2021)
- 30. Dezember: Odile Bailleux, französische Cembalistin und Organistin († 2024)
- 30. Dezember: Felix Pappalardi, Rockproduzent und Bassist († 1983)

### Genaues Geburtsdatum unbekannt
- Pierre Calvé, kanadischer Singer-Songwriter
- Barry Creyton, australischer Schauspieler, Komponist und Bühnenautor
- Jim Doherty, irischer Jazzmusiker
- Arthur Harper, US-amerikanischer Jazzmusiker (Bass)
- Larry Monroe, US-amerikanischer Jazzmusiker (Saxophon) und Hochschullehrer († 2024)
- Winfried Offele, deutscher Kirchenmusiker, Komponist und Autor
- Ljiljana Petrović, jugoslawische Sängerin († 2020)
- Wolfgang Schreiber, deutscher Musikkritiker
- Klaus W. Sporer, deutscher Maler, Musiker, Komponist und Lyriker († 2020)
- Tom de Vree, niederländischer Musikpädagoge, Dirigent und Komponist
- Raymund Weber, christlicher Textdichter
- Wieland Ziegenrücker, deutscher Musikwissenschaftler und Autor
- Karl Zugowski, deutscher Schauspieler, Sänger und Regisseur

## Gestorben

### Januar bis März
- 01. Januar: John Petersen, deutscher Violinist, Komponist und Musikpädagoge (* 1860)
- 06. Januar: Ernst Markees, Schweizer Pianist, Komponist und Musikpädagoge (* 1863)
- 09. Januar: Julius Bittner, österreichischer Komponist (* 1874)

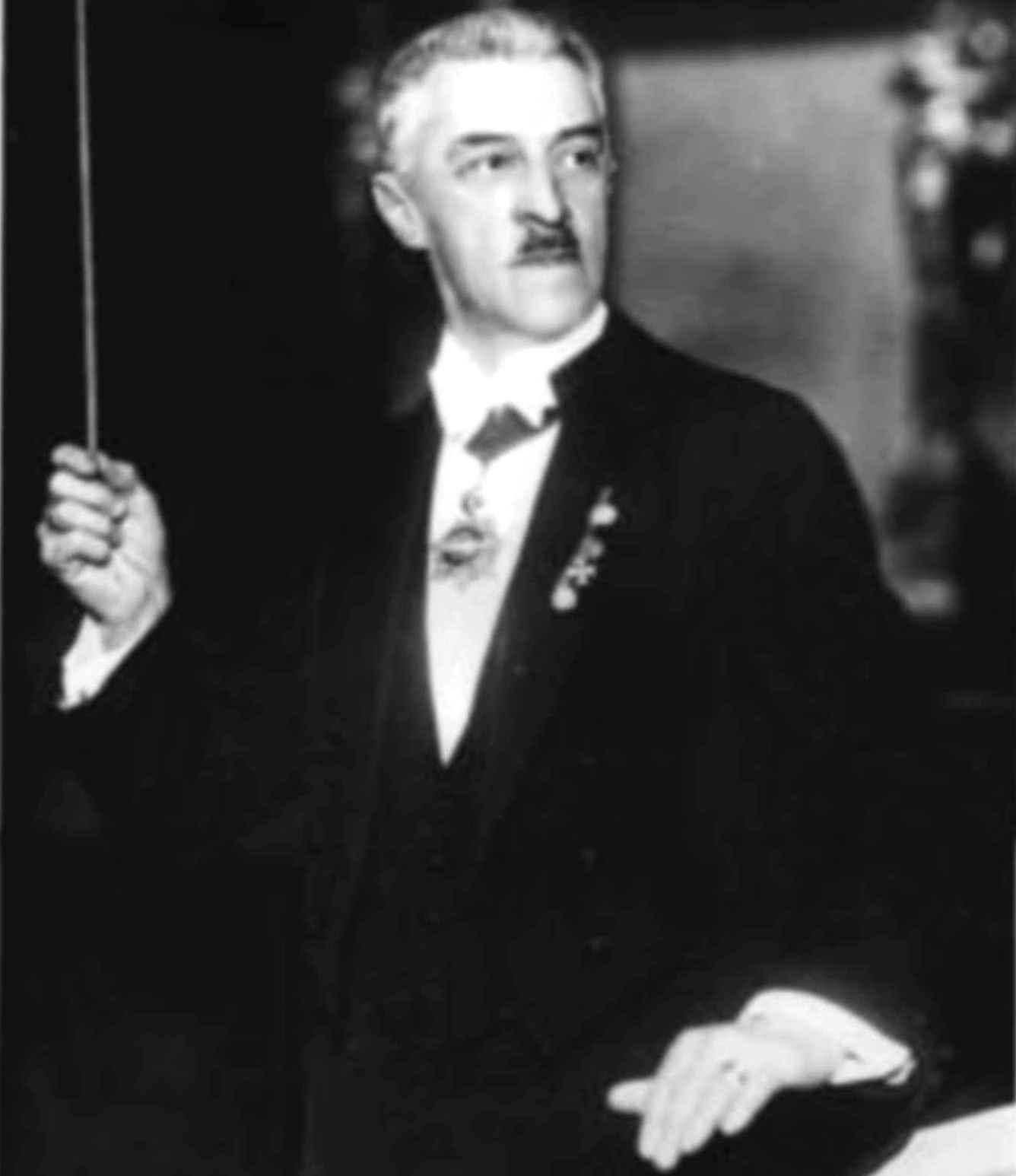
Johann Strauss (Enkel), † 9. Januar

- 09. Januar: Johann Strauss (Enkel), österreichischer Komponist und Kapellmeister (* 1866)
- 24. Januar: Manuel Penella, spanischer Komponist (* 1880)
- 09. Februar: Herschel Evans, US-amerikanischer Jazz-Tenorsaxophonist (* 1909)
- 11. Februar: Gustav Lange, norwegischer Komponist (* 1861)
- 11. Februar: Franz Schmidt, österreichischer Komponist (* 1874)
- 12. Februar: Karl Kromer, badischer Komponist und Musiker (* 1865)
- 16. Februar: Ferdinand Vach, tschechischer Musiker (* 1860)
- 17. Februar: Willy Heß, deutscher Violinvirtuose und Violinlehrer (* 1859)
- 18. Februar: Ludwig Bonvin, schweizerisch-amerikanischer Kirchenmusiker, Komponist, Musikwissenschaftler und Musikpädagoge (* 1850)
- 28. Februar: Louis Rée, Pianist, Komponist sowie Professor für Klavier und Komposition in Wien (* 1861)
- 06. März: Stanislao Gastaldon, italienischer Komponist (* 1861)
- 06. März: Karl Pembaur, Komponist, Chorleiter und Kirchenmusiker (* 1876)
- 07. März: Amadeo Roldán, kubanischer Violinist und Dirigent (* 1900)
- 17. März: Rufus Payne, US-amerikanischer Bluesmusiker (* unbekannt)
- 19. März: Thila Plaichinger, österreichische Opernsängerin (* 1868)
- 20. März: Lotte Lorring, deutsche Schauspielerin und Sängerin (* 1893)
- 21. März: Evald Aav, estnischer Sänger, Komponist und Chorleiter (* 1900)
- 27. März: Franz Joseph Moser, österreichischer Musiker und Komponist (* 1880)
- 31. März: Adeline Hayden Coffin, deutsch-britische Sängerin und Filmschauspielerin (* 1862)

### April bis Juni
- 05. April: Jörg Mager, Pionier der elektronischen Musik (* 1880)
- 08. April: Emilio Serrano, spanischer Pianist und Komponist (* 1850)
- 12. April: Nikolai Michailowitsch Strelnikow, russischer Komponist und Musikschriftsteller (* 1888)

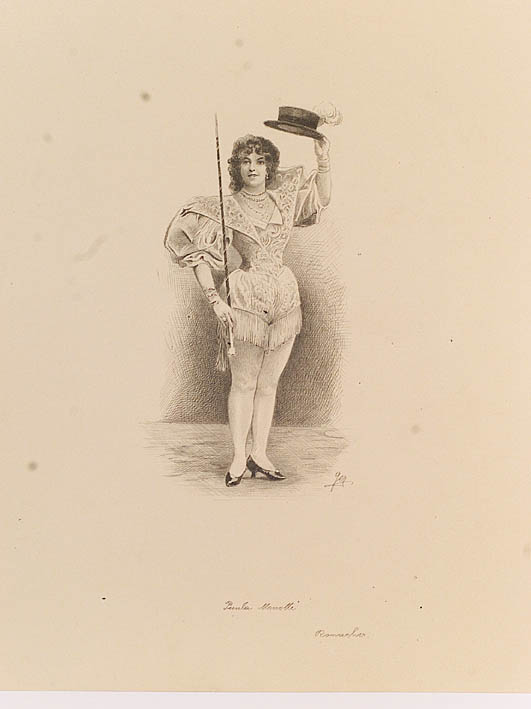
Paula Menotti; † 17. April

- 17. April: Paula Menotti, österreichische Sängerin (* um 1870)
- 21. April: Joe Young, US-amerikanischer Songtexter (* 1889)
- 24. April: John Foulds, englischer Komponist (* 1880)
- 26. April: Louis Brisset, französischer Komponist (* 1872)
- 28. April: Louise Kaulich-Lazarich, österreichische Opernsängerin (* 1855)

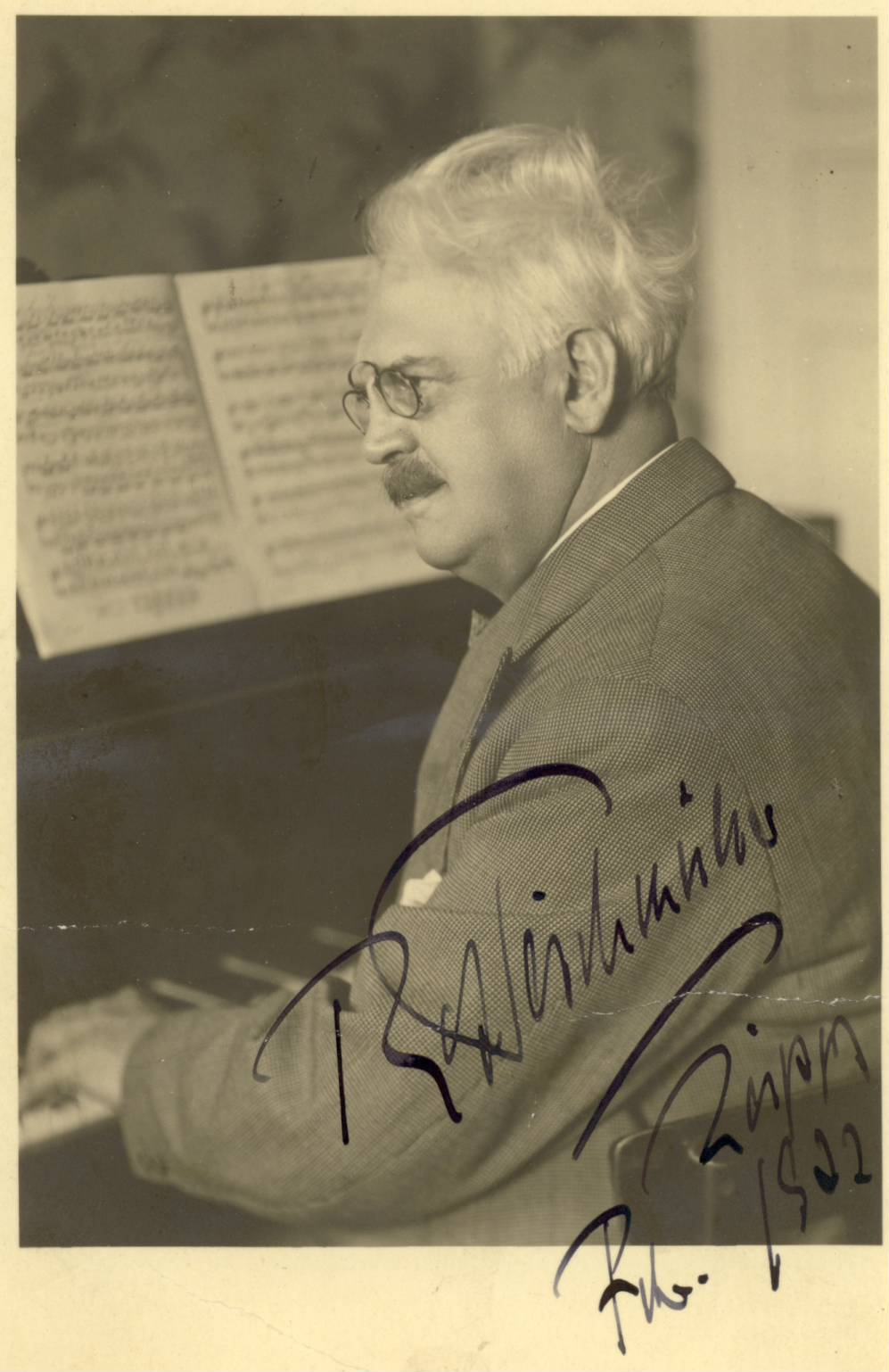
Robert Teichmüller; † 6. Mai

- 06. Mai: Robert Teichmüller, deutscher Pianist und Hochschullehrer (* 1863)
- 08. Mai: Robert Lachmann, deutscher Musikethnologe, Bibliothekar und Orientalist (* 1892)
- 10. Mai: Sigfús Einarsson, isländischer Komponist (* 1877)
- 19. Mai: Hendrik Sonnenschein, niederländischer Beamter und Musiker (* 1896)
- 24. Mai: Carl Woitschach, deutscher Musikdirektor und Komponist (* 1864)
- 02. Juni: Friedrich Munter, deutscher Dirigent, Musikwissenschaftler und Komponist (* 1881)

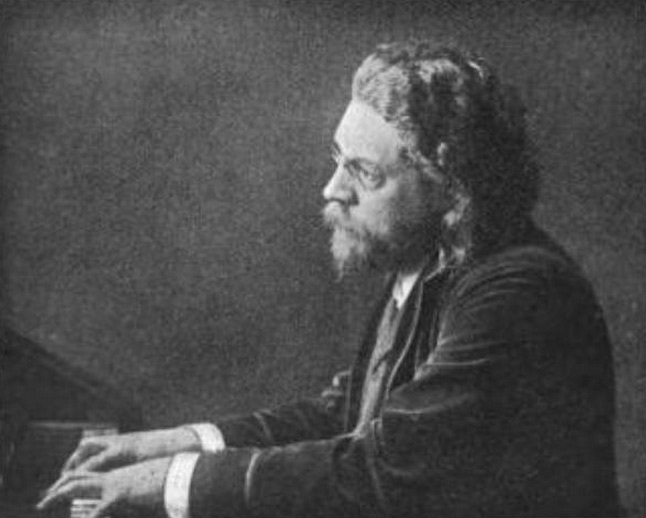
Josef Reiter; † 2. Juni

- 02. Juni: Josef Reiter, österreichischer Musikpädagoge, Chorleiter, Kapellmeister und Komponist (* 1862)
- 04. Juni: Tommy Ladnier, US-amerikanischer Jazz-Trompeter (* 1900)
- 04. Juni: Emil Seling, deutscher Dirigent, Musikpädagoge und Komponist (* 1868)
- 16. Juni: Chick Webb, amerikanischer Jazz-Schlagzeuger und Bandleader (* 1905)
- 21. Juni: A. A. Gray, US-amerikanischer Country-Musiker (* 1881)

### Juli bis September
- 17. Juli: Auguste Kraus, österreichische Opernsängerin (* 1853)
- 18. Juli: Witold Maliszewski, polnischer Komponist und Musikpädagoge (* 1873)
- 22. Juli: Pietro Boccaccini, italienischer Pianist und Musikpädagoge (* 1843)
- 23. Juli: Linda Thelma, argentinische Schauspielerin und Sängerin (* 1884)
- 23. Juli: Carl Thiel, deutscher Organist, Kirchenmusiker und Professor für Musik (* 1862)
- 27. Juli: José Martínez, ein argentinischer Musiker (Gitarrist, Pianist), Bandleader und Komponist des Tango Argentino (* 1890)
- 03. August: August Enna, dänischer Musiker und Komponist (* 1859)
- 09. August: Franz Naval, österreichischer Opernsänger (* 1865)
- 22. August: Helmut Hampe, deutscher Musiklehrer und Ornithologe (* 1896)
- 30. August: Louise Demuth, österreichische Sängerin und Komponistin (* 1888)
- 30. August: Alfred Fischer, deutscher Opernsänger (* 1879)
- 02. September: Harfen-Agnes, deutsche Bänkelsängerin (* 1866)
- 03. September: Frederick H. Blair, kanadischer Organist, Chordirigent, Pianist und Musikpädagoge (* 1874)
- 06. September: Karl Hammes, deutscher Opernsänger und Jagdflieger (* 1896)
- 10. September: Hugo Riesenfeld, österreichisch-US-amerikanischer Filmkomponist (* 1879)
- 18. September: Cornelis Dopper, niederländischer Komponist und Dirigent (* 1870)
- 25. September: Emil Mattiesen, deutsch-baltischer Musiker, Musikpädagoge, Komponist und Philosoph (* 1875)
- 25. September: Alfred Wotquenne, belgischer Bibliothekar und Musikwissenschaftler (* 1867)
- 27. September: Anton Köhler, deutsch-böhmischer Dirigent und Komponist (* 1865)
- 28. September: Felicjan Szopski, polnischer Komponist, Pianist, Musikkritiker und -pädagoge (* 1865)

### Oktober bis Dezember

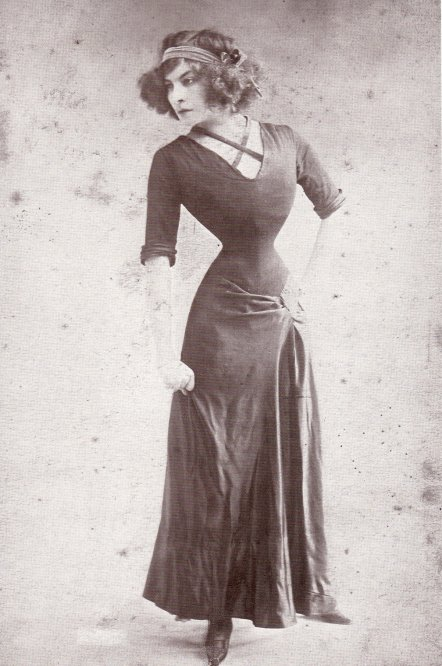
Polaire; † 14. Oktober

- 14. Oktober: Polaire, algerisch-französische Tänzerin, Sängerin und Schauspielerin (* 1874)
- 16. Oktober: Ludolf Nielsen, ein dänischer Komponist (* 1876)
- 19. Oktober: Marie Renard, österreichische Opernsängerin (* 1864)
- 31. Oktober: Wilhelm Widmann, deutscher Kirchenmusiker und Domkapellmeister (* 1858)
- 01. November: Charles Weinberger, österreichischer Operettenkomponist (* 1861)
- 04. November: Charles Tournemire, französischer Organist und Komponist (* 1870)
- 18. November: Wilhelmine Holmboe-Schenström, norwegische Mezzosopranistin und Konzertsängerin (* 1842)
- 20. November: Alfred Ottokar Lorenz, deutscher Musikwissenschaftler (* 1868)
- 23. November: Artur Bodanzky, österreichisch-amerikanischer Violinist, Konzertdirigent und Kapellmeister der Metropolitan Opera in New York (* 1877)
- 25. November: Josef Engel de Jánosi, ungarischer Hofrat, Großgrundbesitzer, Schriftsteller (* 1851)
- 01. Dezember: August Max Fiedler, deutscher Dirigent, Komponist und Pianist (* 1859)
- 03. Dezember: Franz Kretschmer, deutscher Dirigent und Komponist (* 1863)
- 08. Dezember: Ernest Schelling, US-amerikanischer Pianist, Komponist und Dirigent (* 1878)
- 12. Dezember: Ernst Kunwald, österreichischer Dirigent (* 1868)
- 19. Dezember: Eric Fogg, britischer Komponist, Organist, Pianist und Dirigent (* 1903)

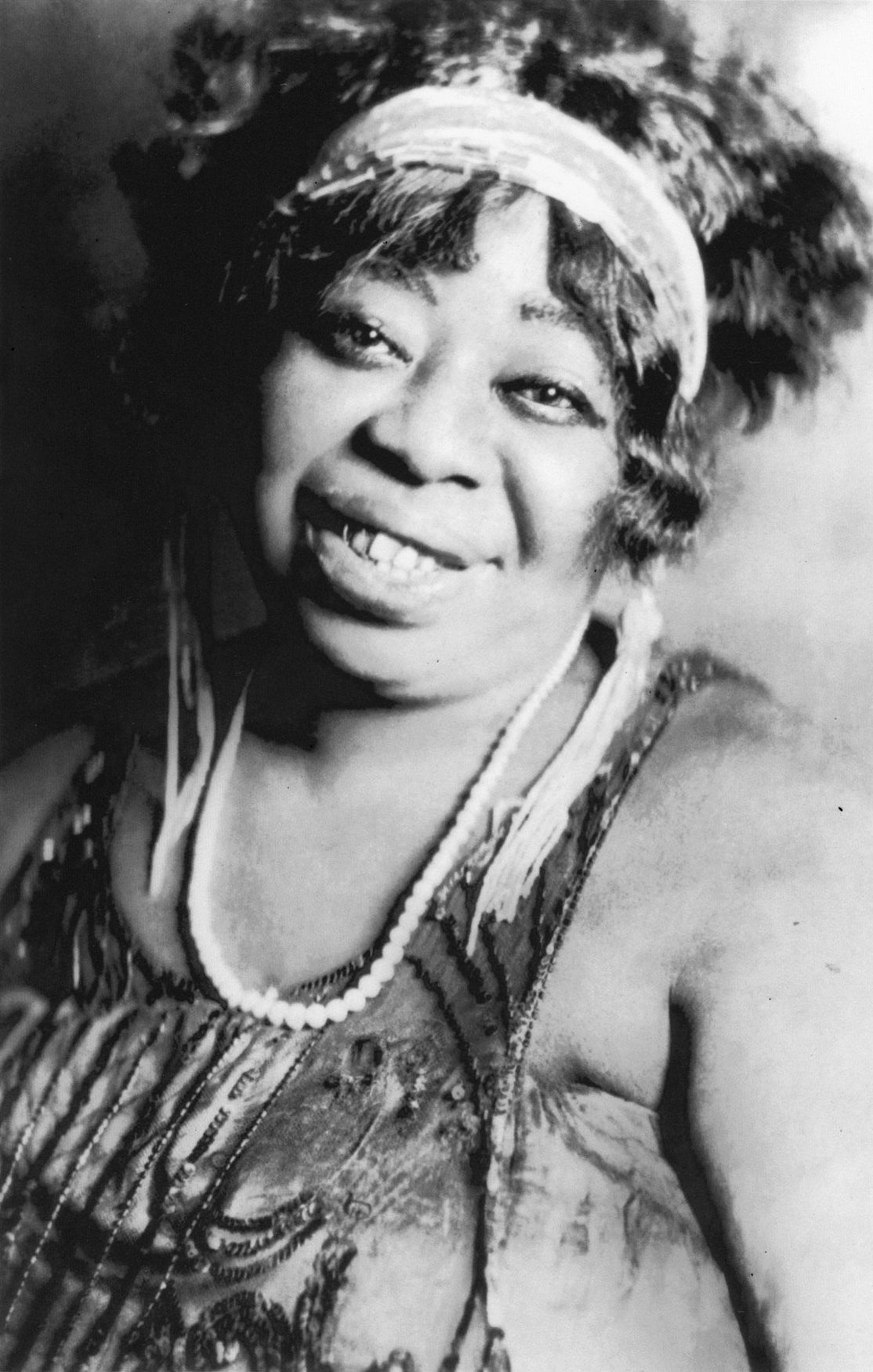
Ma Rainey; † 22. Dezember

- 22. Dezember: Ma Rainey, US-amerikanischen Bluessängerin (* 1886)
- 25. Dezember: Blanche Corelli, deutsche Sängerin und Gesangspädagogin (* 1853)
- 00. Dezember: Julius Chmel, österreichischer Sänger, Gesangslehrer und Musikverleger (* 1854)

### Genaues Todesdatum unbekannt
- Domingo Brescia, italienischer Komponist und Musikpädagoge (* 1866)
- Hermine Esinger, österreichische Pianistin, Orgelvirtuosin und letzte Liszt-Schülerin (* 1852)
- Charlie Irvis, US-amerikanischer Jazz-Posaunist (* 1899)
- Margaret Johnson, US-amerikanische Jazzpianistin (* 1919)
- John Robichaux, US-amerikanischer Bandleader, Schlagzeuger und Violinist des New Orleans Jazz (* 1866)
- Louis-Edouard Vuillermoz, französischer Hornist und Musikpädagoge (* 1869)

### Gestorben nach 1939
- Arthur Plamondon, kanadischer Sänger und Gesangslehrer (* 1881)